# Шарани
Шарани (лат. Cyprinidae) су најбогатија породица слатководних риба, са око 2000 врста сврстаних у око 200 родова. Припадају мекоперкама и већина их има ждрелне зубе који се налазе на последњим шкржним луцима. Величина им се креће од 5 cm до 3 m у дужину.
Живе у Северној и Јужној Америци, Африци и Евроазији, а веома су распрострањени и у нашим водама и многе врсте су погодне за гајење по рибњацима.
Најпознатији представници ове групе риба су:
- шаран (Cyprinus carpio) који живи у мирним и топлијим водама и може да достигне дужину од једног метра и тежину и преко 20
- караш
- златни караш
- деверика (Abramis brama) која има пљоснато тело и дужину од 70 cm;
- мрена (Barbus fluviatilis) која има четири израштаја у облику бркова око уста, а икра је отровна
- лињак (Tinca vulgaris) са ситним крљуштима и дужине 20-50 cm;
- кркуша (Gobio fluviatilis), риба малих димензија, а крупних крљушти и веома кратких бркова;
- чиков (Misgurnus fossilis), живи у плитким и муљевитим водама; има способност да излази на површину воде и гута ваздух, а затим га избацује кроз анални отвор
- црвенперка (Leuciscus rutilus), достиже дужину од 20-30 cm;
- кленкоји има упадљиво велику главу, дужину око 0,5 m и тежину 2-3 kg;
- скобаљ (Chondrostoma nasus)
- укљева или беовица (Alburnus lucidus)
- гага или пијор (Phoxinus phoxinus)
- гаовица (Paraphoxinus alepidotus)
- пирана (Pyrocentrus piraya)
- бели толстолобик (Hypophthalmichthys molitrix)

## Класификација
- некласификоване

### Врсте
1. Aaptosyax grypus Rainboth, 1991
2. Abbottina binhi Nguyen, 2001
3. Abbottina lalinensis Huang & Li, 1995
4. Abbottina liaoningensis Qin, 1987
5. Abbottina obtusirostris (Wu & Wang, 1931)
6. Abbottina rivularis (Basilewsky, 1855)
7. Abramis brama (Linnaeus, 1758)
8. Acanthobrama centisquama Heckel, 1843
9. Acanthobrama hadiyahensis Coad, Alkahem & Behnke, 1983
10. Acanthobrama hulensis (Goren, Fishelson & Trewavas, 1973)
11. Acanthobrama lissneri Tortonese, 1952
12. Acanthobrama marmid Heckel, 1843
13. Acanthobrama microlepis (De Filippi, 1863)
14. Acanthobrama orontis Berg, 1949
15. Acanthobrama persidis (Coad, 1981)
16. Acanthobrama telavivensis Goren, Fishelson & Trewavas, 1973
17. Acanthobrama terraesanctae Steinitz, 1952
18. Acanthobrama thisbeae Freyhof & Özulug, 2014
19. Acanthobrama tricolor (Lortet, 1883)
20. Acanthobrama urmianus (Günther, 1899)
21. Acanthogobio guentheri Herzenstein, 1892
22. Acanthorhodeus chankaensis (Dybowski, 1872)
23. Acapoeta tanganicae (Boulenger, 1900)
24. Acheilognathus asmussii (Dybowski, 1872)
25. Acheilognathus barbatulus Günther, 1873
26. Acheilognathus barbatus Nichols, 1926
27. Acheilognathus binidentatus Li, 2001
28. Acheilognathus brevicaudatus Chen & Li, 1987
29. Acheilognathus changtingensis Yang, Zhu, Xiong & Liu, 2011
30. Acheilognathus coreanus Steindachner, 1892
31. Acheilognathus cyanostigma Jordan & Fowler, 1903
32. Acheilognathus deignani (Smith, 1945)
33. Acheilognathus elongatoides Kottelat, 2001
34. Acheilognathus elongatus (Regan, 1908)
35. Acheilognathus fasciodorsalis Nguyen, 2001
36. Acheilognathus gracilis Nichols, 1926
37. Acheilognathus hondae (Jordan & Metz, 1913)
38. Acheilognathus hypselonotus (Bleeker, 1871)
39. Acheilognathus imberbis Günther, 1868
40. Acheilognathus imfasciodorsalis Nguyen, 2001
41. Acheilognathus intermedia (Temminck & Schlegel, 1846)
42. Acheilognathus kyphus (Mai, 1978)
43. Acheilognathus longibarbatus (Mai, 1978)
44. Acheilognathus longipinnis Regan, 1905
45. Acheilognathus macromandibularis Doi, Arai & Liu, 1999
46. Acheilognathus macropterus (Bleeker, 1871)
47. Acheilognathus majusculus Kim & Yang, 1998
48. Acheilognathus melanogaster Bleeker, 1860
49. Acheilognathus meridianus (Wu, 1939)
50. Acheilognathus microphysa Yang, Chu & Chen, 1990
51. Acheilognathus nguyenvanhaoi Nguyen, Tran & Ta, 2013
52. Acheilognathus omeiensis (Shih & Tchang, 1934)
53. Acheilognathus peihoensis (Fowler, 1910)
54. Acheilognathus polylepis (Wu, 1964)
55. Acheilognathus polyspinus (Holcík, 1972)
56. Acheilognathus rhombeus (Temminck & Schlegel, 1846)
57. Acheilognathus striatus Yang, Xiong, Tang & Liu, 2010
58. Acheilognathus tabira erythropterus Arai, Fujikawa & Nagata, 2007
59. Acheilognathus tabira jordani Arai, Fujikawa & Nagata, 2007
60. Acheilognathus tabira nakamurae Arai, Fujikawa & Nagata, 2007
61. Acheilognathus tabira tabira Jordan & Thompson, 1914
62. Acheilognathus tabira tohokuensis Arai, Fujikawa & Nagata, 2007
63. Acheilognathus taenianalis (Günther, 1873)
64. Acheilognathus tonkinensis (Vaillant, 1892)
65. Acheilognathus typus (Bleeker, 1863)
66. Acheilognathus yamatsutae Mori, 1928
67. Achondrostoma arcasii (Steindachner, 1866)
68. Achondrostoma occidentale (Robalo, Almada, Sousa Santos, Moreira & Doadrio, 2005)
69. Achondrostoma oligolepis (Robalo, Doadrio, Almada & Kottelat, 2005)
70. Achondrostoma salmantinum Doadrio & Elvira, 2007
71. Acrocheilus alutaceus Agassiz & Pickering, 1855
72. Acrossocheilus aluoiensis (Nguyen, 1997)
73. Acrossocheilus baolacensis Nguyen, 2001
74. Acrossocheilus beijiangensis Wu & Lin, 1977
75. Acrossocheilus clivosius (Lin, 1935)
76. Acrossocheilus fasciatus (Steindachner, 1892)
77. Acrossocheilus hemispinus (Nichols, 1925)
78. Acrossocheilus ikedai (Harada, 1943)
79. Acrossocheilus iridescens (Nichols & Pope, 1927)
80. Acrossocheilus jishouensis Zhao, Chen & Li, 1997
81. Acrossocheilus kreyenbergii (Regan, 1908)
82. Acrossocheilus lamus (Mai, 1978)
83. Acrossocheilus longipinnis (Wu, 1939)
84. Acrossocheilus macrophthalmus Nguyen, 2001
85. Acrossocheilus malacopterus Zhang, 2005
86. Acrossocheilus microstoma (Pellegrin & Chevey, 1936)
87. Acrossocheilus monticola (Günther, 1888)
88. Acrossocheilus multistriatus Lan, Chan & Zhao, 2014
89. Acrossocheilus paradoxus (Günther, 1868)
90. Acrossocheilus parallens (Nichols, 1931)
91. Acrossocheilus rendahli (Lin, 1931)
92. Acrossocheilus spinifer Yuan, Wu & Zhang, 2006
93. Acrossocheilus wenchowensis Wang, 1935
94. Acrossocheilus wuyiensis Wu & Chen, 1981
95. Acrossocheilus xamensis Kottelat, 2000
96. Acrossocheilus yalyensis Nguyen, 2001
97. Acrossocheilus yunnanensis (Regan, 1904)
98. Agosia chrysogaster Girard, 1856
99. Akrokolioplax bicornis (Wu, 1977)
100. Albulichthys albuloides (Bleeker, 1855)
101. Alburnoides bipunctatus (Bloch, 1782)
102. Alburnoides devolli Bogutskaya, Zupan?i? & Naseka, 2010
103. Alburnoides eichwaldii (De Filippi, 1863)
104. Alburnoides emineae Turan , Kaya , Ekmekçi & Doğan , 2014
105. Alburnoides fangfangae Bogutskaya, Zupan?i? & Naseka, 2010
106. Alburnoides fasciatus (Nordmann, 1840)
107. Alburnoides gmelini Bogutskaya & Coad, 2009
108. Alburnoides holciki Coad & Bogutskaya, 2012
109. Alburnoides idignensis Bogutskaya & Coad, 2009
110. Alburnoides kubanicus Bănărescu, 1964
111. Alburnoides maculatus (Kessler, 1859)
112. Alburnoides manyasensis Turan, Ekmekçi, Kaya & Güçlü, 2013
113. Alburnoides namaki Bogutskaya & Coad, 2009
114. Alburnoides nicolausi Bogutskaya & Coad, 2009
115. Alburnoides oblongus Bulgakov, 1923
116. Alburnoides ohridanus (Karaman, 1928)
117. Alburnoides petrubanarescui Bogutskaya & Coad, 2009
118. Alburnoides prespensis (Karaman, 1924)
119. Alburnoides qanati Coad & Bogutskaya, 2009
120. Alburnoides recepi Turan , Kaya , Ekmekçi & Doğan , 2014
121. Alburnoides rossicus Berg, 1924
122. Alburnoides taeniatus (Kessler, 1874)
123. Alburnoides varentsovi Bogutskaya & Coad, 2009
124. Alburnoides velioglui Turan , Kaya , Ekmekçi & Doğan , 2014
125. Alburnus adanensis Battalgazi, 1944
126. Alburnus akili Battalgil, 1942
127. Alburnus albidus (Costa, 1838)
128. Alburnus alburnus (Linnaeus, 1758)
129. Alburnus arborella (Bonaparte, 1841)
130. Alburnus atropatenae Berg, 1925
131. Alburnus attalus Özulu? & Freyhof, 2007
132. Alburnus baliki Bogutskaya, Küçük & Ünlü, 2000
133. Alburnus battalgilae Özulu? & Freyhof, 2007
134. Alburnus belvica Karaman, 1924
135. Alburnus caeruleus Heckel, 1843
136. Alburnus carinatus Battalgil, 1941
137. Alburnus chalcoides (Güldenstädt, 1772)
138. Alburnus danubicus Antipa, 1909
139. Alburnus demiri Özulu? & Freyhof, 2008
140. Alburnus derjugini Berg, 1923
141. Alburnus doriae De Filippi, 1865
142. Alburnus escherichii Steindachner, 1897
143. Alburnus filippii Kessler, 1877
144. Alburnus heckeli Battalgil, 1943
145. Alburnus hohenackeri Kessler, 1877
146. Alburnus istanbulensis Battalgil, 1941
147. Alburnus kotschyi Steindachner, 1863
148. Alburnus leobergi Freyhof & Kottelat, 2007
149. Alburnus macedonicus Karaman, 1928
150. Alburnus mandrensis (Drensky, 1943)
151. Alburnus mento (Heckel, 1837)
152. Alburnus mentoides Kessler, 1859
153. Alburnus mossulensis Heckel, 1843
154. Alburnus nasreddini Battalgil, 1943
155. Alburnus neretvae Buj, Sanda & Perea, 2010
156. Alburnus nicaeensis Battalgil, 1941
157. Alburnus orontis Sauvage, 1882
158. Alburnus qalilus Krupp, 1992
159. Alburnus sarmaticus Freyhof & Kottelat, 2007
160. Alburnus schischkovi (Drensky, 1943)
161. Alburnus scoranza Heckel & Kner, 1858
162. Alburnus sellal Heckel, 1843
163. Alburnus tarichi (Güldenstädt, 1814)
164. Alburnus thessalicus (Stephanidis, 1950)
165. Alburnus vistonicus Freyhof & Kottelat, 2007
166. Alburnus volviticus Freyhof & Kottelat, 2007
167. Alburnus zagrosensis Coad, 2009
168. Algansea amecae Pérez-Rodríguez, Pérez-Ponce de León, Domínguez-Domínguez & Doadrio, 2009
169. Algansea aphanea Barbour & Miller, 1978
170. Algansea avia Barbour & Miller, 1978
171. Algansea barbata Álvarez & Cortés, 1964
172. Algansea lacustris Steindachner, 1895
173. Algansea monticola Barbour & Contreras-Balderas, 1968
174. Algansea popoche (Jordan & Snyder, 1899)
175. Algansea tincella (Valenciennes, 1844)
176. Amblypharyngodon atkinsonii (Blyth, 1860)
177. Amblypharyngodon chulabhornae Vidthayanon & Kottelat, 1990
178. Amblypharyngodon melettinus (Valenciennes, 1844)
179. Amblypharyngodon microlepis (Bleeker, 1853)
180. Amblypharyngodon mola (Hamilton, 1822)
181. Amblyrhynchichthys micracanthus Ng & Kottelat, 2004
182. Amblyrhynchichthys truncatus (Bleeker, 1850)
183. Anabarilius alburnops (Regan, 1914)
184. Anabarilius andersoni (Regan, 1904)
185. Anabarilius brevianalis Zhou & Cui, 1992
186. Anabarilius duoyiheensis Li, Mao & Lu, 2002
187. Anabarilius goldenlineus Li & Chen, 1995
188. Anabarilius grahami (Regan, 1908)
189. Anabarilius liui chenghaiensis He, 1984
190. Anabarilius liui liui (Chang, 1944)
191. Anabarilius liui yalongensis Li & Chen, 2003
192. Anabarilius liui yiliangensis He & Liu, 1983
193. Anabarilius longicaudatus Chen, 1986
194. Anabarilius macrolepis Yih & Wu, 1964
195. Anabarilius maculatus Chen & Chu, 1980
196. Anabarilius paucirastellus Yue & He, 1988
197. Anabarilius polylepis (Regan, 1904)
198. Anabarilius qiluensis Chen & Chu, 1980
199. Anabarilius qionghaiensis Chen, 1986
200. Anabarilius songmingensis Chen & Chu, 1980
201. Anabarilius transmontanus (Nichols, 1925)
202. Anabarilius xundianensis He, 1984
203. Anabarilius yangzonensis Chen & Chu, 1980
204. Anaecypris hispanica (Steindachner, 1866)
205. Ancherythroculter daovantieni (Bănărescu, 1967)
206. Ancherythroculter kurematsui (Kimura, 1934)
207. Ancherythroculter lini Luo, 1994
208. Ancherythroculter nigrocauda Yih & Wu, 1964
209. Ancherythroculter wangi (Tchang, 1932)
210. Anchicyclocheilus halfibindus Li & Lan, 1992
211. Anematichthys armatus (Valenciennes, 1842)
212. Anematichthys repasson (Bleeker, 1853)
213. Aphyocypris amnis Liao, Kullander & Lin, 2011
214. Aphyocypris chinensis Günther, 1868
215. Aphyocypris kikuchii (Oshima, 1919)
216. Aphyocypris lini (Weitzman & Chan, 1966)
217. Aphyocypris pulchrilineata Zhu, Zhao & Huang, 2013
218. Araiocypris batodes Conway & Kottelat, 2008
219. Aspidoparia jaya (Hamilton, 1822)
220. Aspidoparia ukhrulensis Selim & Vishwanath, 2001
221. Aspiolucius esocinus (Kessler, 1874)
222. Aspiorhynchus laticeps (Day, 1877)
223. Atrilinea macrolepis Song & Fang, 1987
224. Atrilinea macrops (Lin, 1931)
225. Atrilinea roulei (Wu, 1931)
226. Aulopyge huegelii Heckel, 1843
227. Aztecula sallaei (Günther, 1868)
228. Balantiocheilos ambusticauda Ng & Kottelat, 2007
229. Balantiocheilos melanopterus (Bleeker, 1850)
230. Ballerus ballerus (Linnaeus, 1758)
231. Ballerus sapa (Pallas, 1814)
232. Bangana almorae (Chaudhuri, 1912)
233. Bangana ariza (Hamilton, 1807)
234. Bangana behri (Fowler, 1937)
235. Bangana brevirostris Liu & Zhou, 2009
236. Bangana decora (Peters, 1881)
237. Bangana dero (Hamilton, 1822)
238. Bangana devdevi (Hora, 1936)
239. Bangana diplostoma (Heckel, 1838)
240. Bangana discognathoides (Nichols & Pope, 1927)
241. Bangana elegans Kottelat, 1998
242. Bangana gedrosicus (Zugmayer, 1912)
243. Bangana horai (Bănărescu, 1986)
244. Bangana lemassoni (Pellegrin & Chevey, 1936)
245. Bangana lippus (Fowler, 1936)
246. Bangana musaei Kottelat & Steiner, 2011
247. Bangana rendahli (Kimura, 1934)
248. Bangana sinkleri (Fowler, 1934)
249. Bangana tonkinensis (Pellegrin & Chevey, 1934)
250. Bangana tungting (Nichols, 1925)
251. Bangana wui (Zheng & Chen, 1983)
252. Bangana xanthogenys (Pellegrin & Chevey, 1936)
253. Bangana yunnanensis (Wu, Lin, Chen, Chen & He, 1977)
254. Bangana zhui (Zheng & Chen, 1989)
255. Barbichthys laevis (Valenciennes, 1842)
256. Barbodes amarus Herre, 1924
257. Barbodes baoulan Herre, 1926
258. Barbodes belinka (Bleeker, 1860)
259. Barbodes binotatus (Valenciennes, 1842)
260. Barbodes bovanicus (Day, 1877)
261. Barbodes carnaticus (Jerdon, 1849)
262. Barbodes cataractae (Fowler, 1934)
263. Barbodes clemensi Herre, 1924
264. Barbodes colemani (Fowler, 1937)
265. Barbodes disa Herre, 1932
266. Barbodes flavifuscus Herre, 1924
267. Barbodes hemictenus Jordan & Richardson, 1908
268. Barbodes herrei (Fowler, 1934)
269. Barbodes ivis (Seale, 1910)
270. Barbodes joaquinae (Wood, 1968)
271. Barbodes katolo Herre, 1924
272. Barbodes kuchingensis (Herre, 1940)
273. Barbodes lanaoensis Herre, 1924
274. Barbodes lindog Herre, 1924
275. Barbodes mahakkamensis (Ahl, 1922)
276. Barbodes manalak Herre, 1924
277. Barbodes manguaoensis 	(Day, 1914)
278. Barbodes montanoi (Sauvage, 1881)
279. Barbodes pachycheilus 	(Herre, 1924)
280. Barbodes palaemophagus (Herre, 1924)
281. Barbodes palata Herre, 1924
282. Barbodes palavanensis (Boulenger, 1895)
283. Barbodes platysoma (Bleeker, 1855)
284. Barbodes polylepis Chen & Li, 1988
285. Barbodes quinquemaculatus (Seale & Bean, 1907)
286. Barbodes resinus (Herre, 1924)
287. Barbodes sirang Herre, 1932
288. Barbodes strigatus (Boulenger, 1894)
289. Barbodes sunieri (Weber & de Beaufort, 1916)
290. Barbodes tras Herre, 1926
291. Barbodes truncatulus (Herre, 1924)
292. Barbodes tumba Herre, 1924
293. Barbodes umalii (Wood, 1968)
294. Barbodes wynaadensis (Day, 1873)
295. Barbodes xouthos (Kottelat & Tan, 2011)
296. Barboides britzi Conway & Moritz, 2006
297. Barboides gracilis Brüning, 1929
298. Barbonymus altus (Günther, 1868)
299. Barbonymus balleroides (Valenciennes, 1842)
300. Barbonymus collingwoodii (Günther, 1868)
301. Barbonymus gonionotus (Bleeker, 1849)
302. Barbonymus schwanenfeldii (Bleeker, 1854)
303. Barbopsis devecchii di Caporiacco, 1926
304. Barbus ablabes (Bleeker, 1863)
305. Barbus aboinensis Boulenger, 1911
306. Barbus acuticeps Matthes, 1959
307. Barbus afrohamiltoni Crass, 1960
308. Barbus afrovernayi Nichols & Boulton, 1927
309. Barbus albanicus Steindachner, 1870
310. Barbus aliciae Bigorne & Lévêque, 1993
311. Barbus alluaudi Pellegrin, 1909
312. Barbus aloyi Roman, 1971
313. Barbus altianalis Boulenger, 1900
314. Barbus altidorsalis Boulenger, 1908
315. Barbus amanpoae Lambert, 1961
316. Barbus amatolicus Skelton, 1990
317. Barbus andrewi Barnard, 1937
318. Barbus anema Boulenger, 1903
319. Barbus annectens Gilchrist & Thompson, 1917
320. Barbus anniae Lévêque, 1983
321. Barbus anoplus Weber, 1897
322. Barbus ansorgii Boulenger, 1904
323. Barbus apleurogramma Boulenger, 1911
324. Barbus arabicus Trewavas, 1941
325. Barbus arambourgi Pellegrin, 1935
326. Barbus arcislongae Keilhack, 1908
327. Barbus argenteus Günther, 1868
328. Barbus aspilus Boulenger, 1907
329. Barbus atakorensis Daget, 1957
330. Barbus atkinsoni Bailey, 1969
331. Barbus atromaculatus Nichols & Griscom, 1917
332. Barbus bagbwensis Norman, 1932
333. Barbus balcanicus Kotlík, Tsigenopoulos, Ráb & Berrebi, 2002
334. Barbus barbulus Heckel, 1847
335. Barbus barbus (Linnaeus, 1758)
336. Barbus barnardi 	Jubb, 1965
337. Barbus barotseensis Pellegrin, 1920
338. Barbus baudoni Boulenger, 1918
339. Barbus bawkuensis Hopson, 1965
340. Barbus bergi Chichkoff, 1935
341. Barbus bifrenatus Fowler, 1935
342. Barbus bigornei Lévêque, Teugels & Thys van den Audenaerde, 1988
343. Barbus boboi Schultz, 1942
344. Barbus borysthenicus Dybowski, 1862
345. Barbus bourdariei Pellegrin, 1928
346. Barbus brachygramma Boulenger, 1915
347. Barbus brazzai Pellegrin, 1901
348. Barbus breviceps 	Trewavas, 1936
349. Barbus brevidorsalis Boulenger, 1915
350. Barbus brevilateralis Poll, 1967
351. Barbus brevipinnis Jubb, 1966
352. Barbus brichardi Poll & Lambert, 1959
353. Barbus bynni (Forsskål, 1775)
354. Barbus cadenati Daget, 1962
355. Barbus calidus Barnard, 1938
356. Barbus callensis 	Valenciennes, 1842
357. Barbus callipterus Boulenger, 1907
358. Barbus camptacanthus (Bleeker, 1863)
359. Barbus candens Nichols & Griscom, 1917
360. Barbus caninus Bonaparte, 1839
361. Barbus carcharhinoides Stiassny, 1991
362. Barbus carens Boulenger, 1912
363. Barbus carottae (Bianco, 1998)
364. Barbus carpathicus Kotlík, Tsigenopoulos, Ráb & Berrebi, 2002
365. Barbus castrasibutum Fowler, 1936
366. Barbus catenarius Poll & Lambert, 1959
367. Barbus caudosignatus Poll, 1967
368. Barbus cercops Whitehead, 1960
369. Barbus chicapaensis Poll, 1967
370. Barbus chiumbeensis Pellegrin, 1936
371. Barbus chlorotaenia Boulenger, 1911
372. Barbus choloensis Norman, 1925
373. Barbus ciscaucasicus Kessler, 1877
374. Barbus citrinus Boulenger, 1920
375. Barbus claudinae 	De Vos & Thys van den Audenaerde, 1990
376. Barbus clauseni Thys van den Audenaerde, 1976
377. Barbus collarti Poll, 1945
378. Barbus condei Mahnert & Géry, 1982
379. Barbus cyclolepis Heckel, 1837
380. Barbus dartevellei Poll, 1945
381. Barbus deguidei Matthes, 1964
382. Barbus deserti Pellegrin, 1909
383. Barbus devosi Banyankimbona, Vreven & Snoeks, 2012
384. Barbus dialonensis Daget, 1962
385. Barbus diamouanganai Teugels & Mamonekene, 1992
386. Barbus ditinensis Daget, 1962
387. Barbus dorsolineatus Trewavas, 1936
388. Barbus eburneensis Poll, 1941
389. Barbus elephantis Boulenger, 1907
390. Barbus ensis Boulenger, 1910
391. Barbus ercisianus Karaman, 1971
392. Barbus erubescens Skelton, 1974
393. Barbus erythrozonus Poll & Lambert, 1959
394. Barbus ethiopicus Zolezzi, 1939
395. Barbus euboicus 	Stephanidis, 1950
396. Barbus eurystomus Keilhack, 1908
397. Barbus eutaenia 	Boulenger, 1904
398. Barbus evansi Fowler, 1930
399. Barbus fasciolatus Günther, 1868
400. Barbus fasolt Pappenheim, 1914
401. Barbus foutensis Lévêque, Teugels & Thys van den Audenaerde, 1988
402. Barbus fritschii Günther, 1874
403. Barbus gananensis Vinciguerra, 1895
404. Barbus gestetneri Banister & Bailey, 1979
405. Barbus girardi Boulenger, 1910
406. Barbus goktschaicus Kessler, 1877
407. Barbus greenwoodi Poll, 1967
408. Barbus gruveli Pellegrin, 1911
409. Barbus grypus Heckel, 1843
410. Barbus guildi Loiselle, 1973
411. Barbus guineensis Pellegrin, 1913
412. Barbus guirali Thominot, 1886
413. Barbus gulielmi Boulenger, 1910
414. Barbus gurneyi Günther, 1868
415. Barbus haasi Mertens, 1925
416. Barbus haasianus David, 1936
417. Barbus harterti Günther, 1901
418. Barbus holotaenia Boulenger, 1904
419. Barbus hospes Barnard, 1938
420. Barbus huguenyi Bigorne & Lévêque, 1993
421. Barbus huloti Banister, 1976
422. Barbus hulstaerti Poll, 1945
423. Barbus humeralis 	Boulenger, 1902
424. Barbus humilis Boulenger, 1902
425. Barbus humphri Banister, 1976
426. Barbus inaequalis Lévêque, Teugels & Thys van den Audenaerde, 1988
427. Barbus innocens Pfeffer, 1896
428. Barbus iturii Holly, 1929
429. Barbus jacksoni Günther, 1889
430. Barbus jae Boulenger, 1903
431. Barbus janssensi Poll, 1976
432. Barbus jubbi Poll, 1967
433. Barbus kamolondoensis Poll, 1938
434. Barbus kerstenii Peters, 1868
435. Barbus kessleri (Steindachner, 1866)
436. Barbus kissiensis Daget, 1954
437. Barbus kubanicus Berg, 1912
438. Barbus kuiluensis Pellegrin, 1930
439. Barbus lacerta Heckel, 1843
440. Barbus lagensis (Günther, 1868)
441. Barbus lamani Lönnberg & Rendahl, 1920
442. Barbus laticeps Pfeffer, 1889
443. Barbus lauzannei Lévêque & Paugy, 1982
444. Barbus leonensis 	Boulenger, 1915
445. Barbus leptopogon Schimper, 1834
446. Barbus liberiensis Steindachner, 1894
447. Barbus lineomaculatus Boulenger, 1903
448. Barbus longiceps 	Valenciennes, 1842
449. Barbus longifilis Pellegrin, 1935
450. Barbus lornae Ricardo-Bertram, 1943
451. Barbus lorteti Sauvage, 1882
452. Barbus loveridgii Boulenger, 1916
453. Barbus lufukiensis Boulenger, 1917
454. Barbus luikae Ricardo, 1939
455. Barbus lujae Boulenger, 1913
456. Barbus lukindae Boulenger, 1915
457. Barbus lukusiensis David & Poll, 1937
458. Barbus luluae Fowler, 1930
459. Barbus macedonicus Karaman, 1928
460. Barbus machadoi Poll, 1967
461. Barbus macinensis Daget, 1954
462. Barbus macroceps Fowler, 1936
463. Barbus macrolepis Pfeffer, 1889
464. Barbus macrops Boulenger, 1911
465. Barbus macrotaenia Worthington, 1933
466. Barbus magdalenae Boulenger, 1906
467. Barbus manicensis Pellegrin, 1919
468. Barbus mariae Holly, 1929
469. Barbus marmoratus David & Poll, 1937
470. Barbus martorelli Roman, 1971
471. Barbus matthesi Poll & Gosse, 1963
472. Barbus mattozi Guimarães, 1884
473. Barbus mawambi Pappenheim, 1914
474. Barbus mawambiensis Steindachner, 1911
475. Barbus mediosquamatus Poll, 1967
476. Barbus melanotaenia Stiassny, 1991
477. Barbus meridionalis Risso, 1827
478. Barbus microbarbis David & Poll, 1937
479. Barbus microterolepis Boulenger, 1902
480. Barbus mimus Boulenger, 1912
481. Barbus miolepis Boulenger, 1902
482. Barbus mirabilis Pappenheim, 1914
483. Barbus mocoensis Trewavas, 1936
484. Barbus mohasicus Pappenheim, 1914
485. Barbus motebensis Steindachner, 1894
486. Barbus multilineatus Worthington, 1933
487. Barbus musumbi Boulenger, 1910
488. Barbus nanningsi (de Beaufort, 1933)
489. Barbus nasus Günther, 1874
490. Barbus neefi Greenwood, 1962
491. Barbus neglectus Boulenger, 1903
492. Barbus neumayeri Fischer, 1884
493. Barbus nigeriensis Boulenger, 1903
494. Barbus nigrifilis Nichols, 1928
495. Barbus nigroluteus Pellegrin, 1930
496. Barbus niluferensis Turan, Kottelat & Ekmekçi, 2009
497. Barbus niokoloensis Daget, 1959
498. Barbus nounensis Van den Bergh & Teugels, 1998
499. Barbus nyanzae Whitehead, 1960
500. Barbus okae (Fowler, 1949)
501. Barbus oligogrammus David, 1937
502. Barbus oligolepis Battalgil, 1941
503. Barbus olivaceus Seegers, 1996
504. Barbus owenae Ricardo-Bertram, 1943
505. Barbus oxyrhynchus Pfeffer, 1889
506. Barbus pagenstecheri Fischer, 1884
507. Barbus pallidus Smith, 1841
508. Barbus paludinosus Peters, 1852
509. Barbus papilio Banister & Bailey, 1979
510. Barbus parablabes Daget, 1957
511. Barbus parajae Van den Bergh & Teugels, 1998
512. Barbus parawaldroni Lévêque, Thys van den Audenaerde & Traoré, 1987
513. Barbus paucisquamatus Pellegrin, 1935
514. Barbus pellegrini Poll, 1939
515. Barbus peloponnesius Valenciennes, 1842
516. Barbus pergamonensis Karaman, 1971
517. Barbus perince Rüppell, 1835
518. Barbus petchkovskyi Poll, 1967
519. Barbus petenyi Heckel, 1852
520. Barbus petitjeani Daget, 1962
521. Barbus platyrhinus Boulenger, 1900
522. Barbus plebejus Bonaparte, 1839
523. Barbus pleurogramma Boulenger, 1902
524. Barbus pobeguini Pellegrin, 1911
525. Barbus poechii Steindachner, 1911
526. Barbus prespensis Karaman, 1924
527. Barbus prionacanthus Mahnert & Géry, 1982
528. Barbus profundus Greenwood, 1970
529. Barbus pseudotoppini Seegers, 1996
530. Barbus pumilus Boulenger, 1901
531. Barbus punctitaeniatus Daget, 1954
532. Barbus pygmaeus Poll & Gosse, 1963
533. Barbus quadrilineatus David, 1937
534. Barbus quadripunctatus Pfeffer, 1896
535. Barbus radiatus Peters, 1853
536. Barbus raimbaulti Daget, 1962
537. Barbus rebeli Koller, 1926
538. Barbus reinii Günther, 1874
539. Barbus rohani Pellegrin, 1921
540. Barbus roussellei Ladiges & Voelker, 1961
541. Barbus rouxi Daget, 1962
542. Barbus ruasae Pappenheim, 1914
543. Barbus rubrostigma Poll & Lambert, 1964
544. Barbus sacratus Daget, 1963
545. Barbus salessei Pellegrin, 1908
546. Barbus sensitivus Roberts, 2010
547. Barbus serengetiensis Farm, 2000
548. Barbus serra Peters, 1864
549. Barbus sexradiatus Boulenger, 1911
550. Barbus seymouri Tweddle & Skelton, 2008
551. Barbus somereni Boulenger, 1911
552. Barbus sperchiensis Stephanidis, 1950
553. Barbus stanleyi Poll & Gosse, 1974
554. Barbus stauchi Daget, 1967
555. Barbus stigmasemion Fowler, 1936
556. Barbus stigmatopygus Boulenger, 1903
557. Barbus strumicae Karaman, 1955
558. Barbus subinensis Hopson, 1965
559. Barbus sublineatus Daget, 1954
560. Barbus sylvaticus Loiselle & Welcomme, 1971
561. Barbus syntrechalepis (Fowler, 1949)
562. Barbus taeniopleura Boulenger, 1917
563. Barbus taeniurus Boulenger, 1903
564. Barbus tanapelagius Graaf, Dejen, Sibbing & Osse, 2000
565. Barbus tauricus Kessler, 1877
566. Barbus tegulifer 	Fowler, 1936
567. Barbus tetraspilus Pfeffer, 1896
568. Barbus tetrastigma Boulenger, 1913
569. Barbus teugelsi Bamba, Vreven & Snoeks, 2011
570. Barbus thamalakanensis 	Fowler, 1935
571. Barbus thessalus Stephanidis, 1971
572. Barbus thysi Trewavas, 1974
573. Barbus tiekoroi Lévêque, Teugels & Thys van den Audenaerde, 1987
574. Barbus tomiensis Fowler, 1936
575. Barbus tongaensis Rendahl, 1935
576. Barbus toppini Boulenger, 1916
577. Barbus trachypterus Boulenger, 1915
578. Barbus traorei Lévêque, Teugels & Thys van den Audenaerde, 1987
579. Barbus treurensis Groenewald, 1958
580. Barbus trevelyani Günther, 1877
581. Barbus trimaculatus Peters, 1852
582. Barbus trinotatus Fowler, 1936
583. Barbus trispiloides Lévêque, Teugels & Thys van den Audenaerde, 1987
584. Barbus trispilomimus Boulenger, 1907
585. Barbus trispilopleura Boulenger, 1902
586. Barbus trispilos 	(Bleeker, 1863)
587. Barbus tropidolepis Boulenger, 1900
588. Barbus turkanae Hopson & Hopson, 1982
589. Barbus tyberinus Bonaparte, 1839
590. Barbus unitaeniatus Günther, 1867
591. Barbus urostigma Boulenger, 1917
592. Barbus urotaenia Boulenger, 1913
593. Barbus usambarae 	Lönnberg, 1907
594. Barbus vanderysti Poll, 1945
595. Barbus venustus Bailey, 1980
596. Barbus viktorianus Lohberger, 1929
597. Barbus viviparus Weber, 1897
598. Barbus waleckii Rolik, 1970
599. Barbus walkeri Boulenger, 1904
600. Barbus wellmani Boulenger, 1911
601. Barbus wurtzi Pellegrin, 1908
602. Barbus yeiensis Johnsen, 1926
603. Barbus yongei Whitehead, 1960
604. Barbus zalbiensis Blache & Miton, 1960
605. Barbus zanzibaricus Peters, 1868
606. Barilius bakeri 	Day, 1865
607. Barilius barila (Hamilton, 1822)
608. Barilius barna (Hamilton, 1822)
609. Barilius bendelisis (Hamilton, 1807)
610. Barilius bernatziki Koumans, 1937
611. Barilius bonarensis Chaudhuri, 1912
612. Barilius borneensis Roberts, 1989
613. Barilius canarensis (Jerdon, 1849)
614. Barilius caudiocellatus 	Chu, 1984
615. Barilius chatricensis Selim & Vishwanath, 2002
616. Barilius dimorphicus Tilak & Husain, 1990
617. Barilius dogarsinghi Hora, 1921
618. Barilius evezardi Day, 1872
619. Barilius gatensis (Valenciennes, 1844)
620. Barilius huahinensis Fowler, 1934
621. Barilius infrafasciatus Fowler, 1934
622. Barilius lairokensis Arunkumar & Tombi Singh, 2000
623. Barilius mesopotamicus Berg, 1932
624. Barilius modestus Day, 1872
625. Barilius naseeri 	Mirza, Rafiq & Awan, 1986
626. Barilius nelsoni Barman, 1988
627. Barilius ngawa Vishwanath & Manojkumar, 2002
628. Barilius ornatus Sauvage, 1883
629. Barilius pakistanicus Mirza & Sadiq, 1978
630. Barilius pectoralis Husain, 2012
631. Barilius ponticulus (Smith, 1945)
632. Barilius profundus Dishma & Vishwanath, 2012
633. Barilius radiolatus Günther, 1868
634. Barilius shacra (Hamilton, 1822)
635. Barilius signicaudus Tejavej, 2012
636. Barilius tileo (Hamilton, 1822)
637. Barilius vagra (Hamilton, 1822)
638. Belligobio nummifer (Boulenger, 1901)
639. Belligobio pengxianensis 	Luo, Le & Chen, 1977
640. Betadevario ramachandrani Pramod, Fang, Rema Devi, Liao, Indra, Jameela Beevi & Kullander, 2010
641. Biwia springeri (Bănărescu & Nalbant, 1973)
642. Biwia tama Oshima, 1957
643. Biwia yodoensis 	Kawase & Hosoya, 2010
644. Biwia zezera (Ishikawa, 1895)
645. Blicca bjoerkna (Linnaeus, 1758)
646. Boraras brigittae (Vogt, 1978)
647. Boraras maculatus (Duncker, 1904)
648. Boraras merah (Kottelat, 1991)
649. Boraras micros Kottelat & Vidthayanon, 1993
650. Boraras naevus Conway & Kottelat, 2011
651. Boraras urophthalmoides (Kottelat, 1991)
652. Brevibora cheeya Liao & Tan, 2011
653. Brevibora dorsiocellata (Duncker, 1904)
654. Brevibora exilis Liao & Tan, 2014
655. Cabdio morar (Hamilton, 1822)
656. Caecobarbus geertsii Boulenger, 1921
657. Caecocypris basimi Banister & Bunni, 1980
658. Campostoma anomalum (Rafinesque, 1820)
659. Campostoma oligolepis Hubbs & Greene, 1935
660. Campostoma ornatum Girard, 1856
661. Campostoma pauciradii Burr & Cashner, 1983
662. Campostoma pullum (Agassiz, 1854)
663. Campostoma spadiceum (Girard, 1856)
664. Candidia barbata (Regan, 1908)
665. Candidia pingtungensis Chen, Wu & Hsu, 2008
666. Capoeta aculeata 	(Valenciennes, 1844)
667. Capoeta angorae (Hankó, 1925)
668. Capoeta antalyensis (Battalgil, 1943)
669. Capoeta baliki Turan, Kottelat, Ekmekçi & Imamoglu, 2006
670. Capoeta banarescui Turan, Kottelat, Ekmekçi & Imamoglu, 2006
671. Capoeta barroisi Lortet, 1894
672. Capoeta bergamae 	Karaman, 1969
673. Capoeta buhsei Kessler, 1877
674. Capoeta caelestis Schöter, Özulu? & Freyhof, 2009
675. Capoeta capoeta capoeta (Güldenstädt, 1773)
676. Capoeta capoeta gracilis (Keyserling, 1861)
677. Capoeta capoeta sevangi De Filippi, 1865
678. Capoeta damascina (Valenciennes, 1842)
679. Capoeta ekmekciae Turan, Kottelat, Kirankaya & Engin, 2006
680. Capoeta erhani Turan, Kottelat & Ekmekçi, 2008
681. Capoeta fusca Nikolskii, 1897
682. Capoeta kosswigi Karaman, 1969
683. Capoeta mauricii Küçük, Turan, ?ahin & Gülle, 2009
684. Capoeta pestai (Pietschmann, 1933)
685. Capoeta sieboldii (Steindachner, 1864)
686. Capoeta tinca (Heckel, 1843)
687. Capoeta trutta (Heckel, 1843)
688. Capoeta turani Özulu? & Freyhof, 2008
689. Capoeta umbla (Heckel, 1843)
690. Capoetobrama kuschakewitschi kuschakewitschi (Kessler, 1872)
691. Capoetobrama kuschakewitschi orientalis Nikolskii, 1934
692. Carasobarbus apoensis (Banister & Clarke, 1977)
693. Carasobarbus canis (Valenciennes, 1842)
694. Carasobarbus chantrei (Sauvage, 1882)
695. Carasobarbus exulatus (Banister & Clarke, 1977)
696. Carasobarbus kosswigi (Ladiges, 1960)
697. Carasobarbus luteus (Heckel, 1843)
698. Carasobarbus sublimus (Coad & Najafpour, 1997)
699. Carassioides acuminatus (Richardson, 1846)
700. Carassioides argentea Nguyen, 2001
701. Carassioides macropterus 	Nguyen, 2001
702. Carassioides phongnhaensis Nguyen & Ho, 2003
703. Carassius auratus (Linnaeus, 1758)
704. Carassius carassius (Linnaeus, 1758)
705. Carassius cuvieri Temminck & Schlegel, 1846
706. Carassius gibelio (Bloch, 1782)
707. Carassius langsdorfii Temminck & Schlegel, 1846
708. Catla catla (Hamilton, 1822)
709. Catlocarpio siamensis Boulenger, 1898
710. Chagunius baileyi Rainboth, 1986
711. Chagunius chagunio (Hamilton, 1822)
712. Chagunius nicholsi (Myers, 1924)
713. Chanodichthys abramoides 	(Dybowski, 1872)
714. Chanodichthys dabryi (Bleeker, 1871)
715. Chanodichthys erythropterus (Basilewsky, 1855)
716. Chanodichthys mongolicus (Basilewsky, 1855)
717. Chanodichthys oxycephalus (Bleeker, 1871)
718. Chela cachius (Hamilton, 1822)
719. Chela khujairokensis Arunkumar, 2000
720. Chela macrolepis Knight & Rema Devi, 2014
721. Chelaethiops bibie (Joannis, 1835)
722. Chelaethiops congicus 	(Nichols & Griscom, 1917)
723. Chelaethiops elongatus Boulenger, 1899
724. Chelaethiops minutus (Boulenger, 1906)
725. Chelaethiops rukwaensis (Ricardo, 1939)
726. Chondrostoma angorense Elvira, 1987
727. Chondrostoma beysehirense Bogutskaya, 1997
728. Chondrostoma colchicum Derjugin, 1899
729. Chondrostoma cyri Kessler, 1877
730. Chondrostoma fahirae (Ladiges, 1960)
731. Chondrostoma holmwoodii 	(Boulenger, 1896)
732. Chondrostoma kinzelbachi 	Krupp, 1985
733. Chondrostoma knerii Heckel, 1843
734. Chondrostoma kubanicum Berg, 1914
735. Chondrostoma meandrense Elvira, 1987
736. Chondrostoma nasus (Linnaeus, 1758)
737. Chondrostoma orientale 	Bianco & Bănărescu, 1982
738. Chondrostoma oxyrhynchum Kessler, 1877
739. Chondrostoma phoxinus Heckel, 1843
740. Chondrostoma prespense Karaman, 1924
741. Chondrostoma regium (Heckel, 1843)
742. Chondrostoma scodrense Elvira, 1987
743. Chondrostoma soetta Bonaparte, 1840
744. Chondrostoma vardarense Karaman, 1928
745. Chondrostoma variabile Yakovlev, 1870
746. Chrosomus cumberlandensis (Starnes & Starnes, 1978)
747. Chrosomus eos Cope, 1861
748. Chrosomus erythrogaster (Rafinesque, 1820)
749. Chrosomus neogaeus (Cope, 1867)
750. Chrosomus oreas Cope, 1868
751. Chrosomus saylori (Skelton, 2001)
752. Chrosomus tennesseensis (Starnes & Jenkins, 1988)
753. Chuanchia labiosa Herzenstein, 1891
754. Cirrhinus caudimaculatus 	(Fowler, 1934)
755. Cirrhinus cirrhosus (Bloch, 1795)
756. Cirrhinus fulungee (Sykes, 1839)
757. Cirrhinus inornatus Roberts, 1997
758. Cirrhinus jullieni Sauvage, 1878
759. Cirrhinus macrops Steindachner, 1870
760. Cirrhinus microlepis Sauvage, 1878
761. Cirrhinus molitorella (Valenciennes, 1844)
762. Cirrhinus mrigala (Hamilton, 1822)
763. Cirrhinus reba (Hamilton, 1822)
764. Cirrhinus rubirostris Roberts, 1997
765. Clinostomus elongatus (Kirtland, 1840)
766. Clinostomus funduloides Girard, 1856
767. Clypeobarbus bellcrossi (Jubb, 1965)
768. Clypeobarbus bomokandi (Myers, 1924)
769. Clypeobarbus congicus (Boulenger, 1899)
770. Clypeobarbus hypsolepis (Daget, 1959)
771. Clypeobarbus pleuropholis (Boulenger, 1899)
772. Clypeobarbus pseudognathodon (Boulenger, 1915)
773. Clypeobarbus schoutedeni (Poll & Lambert, 1961)
774. Codoma ornata Girard, 1856
775. Cophecheilus bamen Zhu, Zhang, Zhang & Han, 2011
776. Coptostomabarbus bellcrossi Poll, 1969
777. Coptostomabarbus wittei David & Poll, 1937
778. Coreius cetopsis (Kner, 1867)
779. Coreius guichenoti (Sauvage & Dabry de Thiersant, 1874)
780. Coreius heterodon (Bleeker, 1864)
781. Coreius septentrionalis (Nichols, 1925)
782. Coreoleuciscus splendidus Mori, 1935
783. Cosmochilus cardinalis Chu & Roberts, 1985
784. Cosmochilus falcifer Regan, 1906
785. Cosmochilus harmandi Sauvage, 1878
786. Cosmochilus nanlaensis Chen, He & He, 1992
787. Couesius plumbeus (Agassiz, 1850)
788. Crossocheilus atrilimes Kottelat, 2000
789. Crossocheilus burmanicus 	Hora, 1936
790. Crossocheilus caudomaculatus (Battalgil, 1942)
791. Crossocheilus cobitis (Bleeker, 1854)
792. Crossocheilus diplochilus (Heckel, 1838)
793. Crossocheilus elegans Kottelat & Tan, 2011
794. Crossocheilus gnathopogon Weber & de Beaufort, 1916
795. Crossocheilus klatti (Kosswig, 1950)
796. Crossocheilus langei Bleeker, 1860
797. Crossocheilus latius (Hamilton, 1822)
798. Crossocheilus nigriloba 	Popta, 1904
799. Crossocheilus oblongus Kuhl & Van Hasselt, 1823
800. Crossocheilus obscurus Tan & Kottelat, 2009
801. Crossocheilus periyarensis Menon & Jacob, 1996
802. Crossocheilus pseudobagroides Duncker, 1904
803. Crossocheilus reticulatus (Fowler, 1934)
804. Ctenopharyngodon idella (Valenciennes, 1844)
805. Culter alburnus Basilewsky, 1855
806. Culter flavipinnis Tirant, 1883
807. Culter oxycephaloides Kreyenberg & Pappenheim, 1908
808. Culter recurviceps (Richardson, 1846)
809. Cultrichthys compressocorpus (Yih & Chu, 1959)
810. Cyclocheilichthys apogon (Valenciennes, 1842)
811. Cyclocheilichthys enoplos (Bleeker, 1849)
812. Cyclocheilichthys furcatus Sontirat, 1989
813. Cyclocheilichthys heteronema (Bleeker, 1854)
814. Cyclocheilichthys janthochir (Bleeker, 1854)
815. Cyclocheilichthys lagleri Sontirat, 1989
816. Cyclocheilichthys schoppeae Cervancia & Kottelat, 2007
817. Cyclocheilichthys sinensis Bleeker, 1879
818. Cyprinella alvarezdelvillari Contreras-Balderas & Lozano-Vilano, 1994
819. Cyprinella analostana Girard, 1859
820. Cyprinella bocagrande (Chernoff & Miller, 1982)
821. Cyprinella caerulea (Jordan, 1877)
822. Cyprinella callisema (Jordan, 1877)
823. Cyprinella callistia (Jordan, 1877)
824. Cyprinella callitaenia (Bailey & Gibbs, 1956)
825. Cyprinella camura (Jordan & Meek, 1884)
826. Cyprinella chloristia (Jordan & Brayton, 1878)
827. Cyprinella eurystoma (Jordan, 1877)
828. Cyprinella formosa (Girard, 1856)
829. Cyprinella galactura (Cope, 1868)
830. Cyprinella garmani (Jordan, 1885)
831. Cyprinella gibbsi (Howell & Williams, 1971)
832. Cyprinella labrosa (Cope, 1870)
833. Cyprinella leedsi (Fowler, 1942)
834. Cyprinella lepida Girard, 1856
835. Cyprinella lutrensis (Baird & Girard, 1853)
836. Cyprinella monacha (Cope, 1868)
837. Cyprinella nivea (Cope, 1870)
838. Cyprinella panarcys (Hubbs & Miller, 1978)
839. Cyprinella proserpina (Girard, 1856)
840. Cyprinella pyrrhomelas (Cope, 1870)
841. Cyprinella rutila (Girard, 1856)
842. Cyprinella spiloptera (Cope, 1867)
843. Cyprinella stigmatura (Jordan, 1877)
844. Cyprinella trichroistia (Jordan & Gilbert, 1878)
845. Cyprinella venusta Girard, 1856
846. Cyprinella whipplei Girard, 1856
847. Cyprinella xaenura (Jordan, 1877)
848. Cyprinella xanthicara (Minckley & Lytle, 1969)
849. Cyprinella zanema (Jordan & Brayton, 1878)
850. Cyprinion acinaces acinaces Banister & Clarke, 1977
851. Cyprinion acinaces hijazi Krupp, 1983
852. Cyprinion kais Heckel, 1843
853. Cyprinion macrostomum Heckel, 1843
854. Cyprinion mhalensis Alkahem & Behnke, 1983
855. Cyprinion microphthalmum 	(Day, 1880)
856. Cyprinion milesi (Day, 1880)
857. Cyprinion semiplotum (McClelland, 1839)
858. Cyprinion tenuiradius Heckel, 1847
859. Cyprinion watsoni (Day, 1872)
860. Cyprinus acutidorsalis Wang, 1979
861. Cyprinus barbatus Chen & Huang, 1977
862. Cyprinus carpio Linnaeus, 1758
863. Cyprinus chilia Wu, Yang & Huang, 1963
864. Cyprinus dai (Nguyen & Doan, 1969)
865. Cyprinus daliensis Chen & Huang, 1977
866. Cyprinus exophthalmus Mai, 1978
867. Cyprinus fuxianensis Yang et al., 1977
868. Cyprinus hieni Nguyem & Ho, 2003
869. Cyprinus hyperdorsalis Nguyen, 1991
870. Cyprinus ilishaestomus Chen & Huang, 1977
871. Cyprinus intha Annandale, 1918
872. Cyprinus longipectoralis 	Chen & Huang, 1977
873. Cyprinus longzhouensis Yang & Hwang, 1977
874. Cyprinus megalophthalmus 	Wu et al., 1963
875. Cyprinus melanes (Mai, 1978)
876. Cyprinus micristius Regan, 1906
877. Cyprinus multitaeniata Pellegrin & Chevey, 1936
878. Cyprinus pellegrini Tchang, 1933
879. Cyprinus qionghaiensis Liu, 1981
880. Cyprinus quidatensis Nguyen, Le, Le & Nguyen, 1999
881. Cyprinus rubrofuscus Lacepède, 1803
882. Cyprinus yilongensis Yang et al., 1977
883. Cyprinus yunnanensis Tchang, 1933
884. Danio aesculapii Kullander & Fang, 2009
885. Danio albolineatus (Blyth, 1860)
886. Danio choprae Hora, 1928
887. Danio dangila (Hamilton, 1822)
888. Danio erythromicron (Annandale, 1918)
889. Danio feegradei Hora, 1937
890. Danio flagrans Kullander, 2012
891. Danio jaintianensis (Sen, 2007)
892. Danio kerri Smith, 1931
893. Danio kyathit Fang, 1998
894. Danio margaritatus (Roberts, 2007)
895. Danio meghalayensis Sen & Dey, 1985
896. Danio muongthanhensis Nguyen, 2001
897. Danio nigrofasciatus (Day, 1870)
898. Danio quagga Kullander, Liao & Fang, 2009
899. Danio quangbinhensis (Nguyen, Le & Nguyen, 1999)
900. Danio rerio (Hamilton, 1822)
901. Danio roseus Fang & Kottelat, 2000
902. Danio tinwini Kullander & Fang, 2009
903. Danio trangi Ngô, 2003
904. Danionella dracula Britz, Conway & Rüber, 2009
905. Danionella mirifica Britz, 2003
906. Danionella priapus Britz, 2009
907. Danionella translucida Roberts, 1986
908. Dawkinsia arulius (Jerdon, 1849)
909. Dawkinsia assimilis (Jerdon, 1849)
910. Dawkinsia exclamatio (Pethiyagoda & Kottelat, 2005)
911. Dawkinsia filamentosa (Valenciennes, 1844)
912. Dawkinsia rohani (Rema Devi, Indra & Knight, 2010)
913. Dawkinsia rubrotinctus (Jerdon, 1849)
914. Dawkinsia singhala (Duncker, 1912)
915. Dawkinsia srilankensis (Senanayake, 1985)
916. Dawkinsia tambraparniei (Silas, 1954)
917. Delminichthys adspersus (Heckel, 1843)
918. Delminichthys ghetaldii (Steindachner, 1882)
919. Delminichthys jadovensis (Zupančič & Bogutskaya, 2002)
920. Delminichthys krbavensis (Zupančič & Bogutskaya, 2002)
921. Desmopuntius foerschi (Kottelat, 1982)
922. Desmopuntius gemellus (Kottelat, 1996)
923. Desmopuntius hexazona (Weber & de Beaufort, 1912)
924. Desmopuntius johorensis (Duncker, 1904)
925. Desmopuntius pentazona (Boulenger, 1894)
926. Desmopuntius rhomboocellatus (Koumans, 1940)
927. Desmopuntius trifasciatus (Kottelat, 1996)
928. Devario acrostomus (Fang & Kottelat, 1999)
929. Devario acuticephala (Hora, 1921)
930. Devario aequipinnatus (McClelland, 1839)
931. Devario affinis (Blyth, 1860)
932. Devario annandalei (Chaudhuri, 1908)
933. Devario anomalus 	Conway, Mayden & Tang, 2009
934. Devario apogon (Chu, 1981)
935. Devario apopyris 	(Fang & Kottelat, 1999)
936. Devario assamensis (Barman, 1984)
937. Devario auropurpureus (Annandale, 1918)
938. Devario browni (Regan, 1907)
939. Devario chrysotaeniatus (Chu, 1981)
940. Devario deruptotalea Ramananda & Vishwanath, 2014
941. Devario devario (Hamilton, 1822)
942. Devario fangfangae (Kottelat, 2000)
943. Devario fraseri (Hora, 1935)
944. Devario gibber (Kottelat, 2000)
945. Devario horai (Barman, 1983)
946. Devario interruptus (Day, 1870)
947. Devario kakhienensis (Anderson, 1879)
948. Devario kysonensis (Nguyen, Nguyen & Mua, 2010)
949. Devario laoensis 	(Pellegrin & Fang, 1940)
950. Devario leptos (Fang & Kottelat, 1999)
951. Devario maetaengensis (Fang, 1997)
952. Devario malabaricus (Jerdon, 1849)
953. Devario manipurensis (Barman, 1987)
954. Devario naganensis (Chaudhuri, 1912)
955. Devario neilgherriensis (Day, 1867)
956. Devario ostreographus (McClelland, 1839)
957. Devario pathirana (Kottelat & Pethiyagoda, 1990)
958. Devario peninsulae (Smith, 1945)
959. Devario regina (Fowler, 1934)
960. Devario salmonata (Kottelat, 2000)
961. Devario shanensis (Hora, 1928)
962. Devario sondhii (Hora & Mukerji, 1934)
963. Devario spinosus (Day, 1870)
964. Devario strigillifer (Myers, 1924)
965. Devario suvatti (Fowler, 1939)
966. Devario xyrops Fang & Kullander, 2009
967. Devario yuensis (Arunkumar & Tombi Singh, 1998)
968. Dionda argentosa 	Girard, 1856
969. Dionda diaboli Hubbs & Brown, 1957
970. Dionda episcopa Girard, 1856
971. Dionda melanops Girard, 1856
972. Dionda nigrotaeniata (Cope, 1880)
973. Dionda serena Girard, 1856
974. Diplocheilichthys jentinkii (Popta, 1904)
975. Diplocheilichthys pleurotaenia (Bleeker, 1855)
976. Diptychus maculatus Steindachner, 1866
977. Diptychus sewerzowi Kessler, 1872
978. Discherodontus ashmeadi (Fowler, 1937)
979. Discherodontus halei (Duncker, 1904)
980. Discherodontus parvus (Wu & Lin, 1977)
981. Discherodontus schroederi (Smith, 1945)
982. Discocheilus multilepis (Wang & Li, 1994)
983. Discocheilus wui (Chen & Lan, 1992)
984. Discogobio antethoracalis Zheng & Zhou, 2008
985. Discogobio bismargaritus Chu, Cui & Zhou, 1993
986. Discogobio brachyphysallidos Huang, 1989
987. Discogobio caobangi Nguyen, 2001
988. Discogobio dienbieni Nguyen, 2001
989. Discogobio elongatus Huang, 1989
990. Discogobio laticeps Chu, Cui & Zhou, 1993
991. Discogobio longibarbatus 	Wu, 1977
992. Discogobio macrophysallidos Huang, 1989
993. Discogobio microstoma (Mai, 1978)
994. Discogobio multilineatus Cui, Zhou & Lan, 1993
995. Discogobio pacboensis Nguyen, 2001
996. Discogobio poneventralis 	Zheng & Zhou, 2008
997. Discogobio propeanalis Zheng & Zhou, 2008
998. Discogobio tetrabarbatus 	Lin, 1931
999. Discogobio yunnanensis (Regan, 1907)
1000. Discolabeo wuluoheensis Li, Lu & Mao, 1996
1001. Distoechodon macrophthalmus Zhao, Kullander, Kullander & Zhang, 2009
1002. Distoechodon tumirostris Peters, 1881
1003. Eirmotus furvus Tan & Kottelat, 2008
1004. Eirmotus insignis Tan & Kottelat, 2008
1005. Eirmotus isthmus Tan & Kottelat, 2008
1006. Eirmotus octozona Schultz, 1959
1007. Elopichthys bambusa (Richardson, 1845)
1008. Engraulicypris sardella (Günther, 1868)
1009. Epalzeorhynchos bicolor (Smith, 1931)
1010. Epalzeorhynchos frenatus (Fowler, 1934)
1011. Epalzeorhynchos kalopterus (Bleeker, 1850)
1012. Epalzeorhynchos munense (Smith, 1934)
1013. Eremichthys acros Hubbs & Miller, 1948
1014. Ericymba amplamala (Pera & Armbruster, 2006)
1015. Ericymba buccata Cope, 1865
1016. Erimystax cahni (Hubbs & Crowe, 1956)
1017. Erimystax dissimilis (Kirtland, 1840)
1018. Erimystax harryi (Hubbs & Crowe, 1956)
1019. Erimystax insignis (Hubbs & Crowe, 1956)
1020. Erimystax x-punctatus (Hubbs & Crowe, 1956)
1021. Esomus ahli Hora & Mukerji, 1928
1022. Esomus altus (Blyth, 1860)
1023. Esomus barbatus (Jerdon, 1849)
1024. Esomus caudiocellatus Ahl, 1923
1025. Esomus danricus (Hamilton, 1822)
1026. Esomus lineatus Ahl, 1923
1027. Esomus longimanus (Lunel, 1881)
1028. Esomus malabaricus Day, 1867
1029. Esomus malayensis Ahl, 1923
1030. Esomus manipurensis Tilak & Jain, 1990
1031. Esomus metallicus Ahl, 1923
1032. Esomus thermoicos (Valenciennes, 1842)
1033. Evarra bustamantei Navarro, 1955
1034. Evarra eigenmanni Woolman, 1894
1035. Evarra tlahuacensis Meek, 1902
1036. Exoglossum laurae (Hubbs, 1931)
1037. Exoglossum maxillingua (Lesueur, 1817)
1038. Fangfangia spinicleithralis Britz, Kottelat & Tan, 2012
1039. Folifer brevifilis (Peters, 1881)
1040. Garra abhoyai Hora, 1921
1041. Garra aethiopica (Pellegrin, 1927)
1042. Garra allostoma Roberts, 1990
1043. Garra alticaputus Arunachalam, Nandagopal & Mayden, 2013
1044. Garra annandalei Hora, 1921
1045. Garra apogon (Norman, 1925)
1046. Garra arunachalensis Nebeshwar & Vishwanath, 2013
1047. Garra arupi Nebeshwar, Vishwanath & Das, 2009
1048. Garra barreimiae barreimiae Fowler & Steinitz, 1956
1049. Garra barreimiae shawkahensis Banister & Clarke, 1977
1050. Garra bibarbatus (Nguyen, 2001)
1051. Garra bicornuta Narayan Rao, 1920
1052. Garra birostris Nebeshwar & Vishwanath, 2013
1053. Garra bisangularis Chen, Wu & Xiao, 2010
1054. Garra bispinosa Zhang, 2005
1055. Garra blanfordii (Boulenger, 1901)
1056. Garra borneensis (Vaillant, 1902)
1057. Garra bourreti (Pellegrin, 1928)
1058. Garra buettikeri Krupp, 1983
1059. Garra cambodgiensis (Tirant, 1883)
1060. Garra ceylonensis Bleeker, 1863
1061. Garra chebera Habteselassie, Mikschi, Ahnelt & Waidbacher, 2010
1062. Garra compressus Kosygin & Vishwanath, 1998
1063. Garra congoensis Poll, 1959
1064. Garra cyclostomata Mai, 1978
1065. Garra cyrano Kottelat, 2000
1066. Garra dampaensis Lalronunga, Lalnuntluanga & Lalramliana, 2013
1067. Garra dembecha Getahun & Stiassny, 2007
1068. Garra dembeensis (Rüppell, 1835)
1069. Garra dulongensis (Chen, Pan, Kong & Yang, 2006)
1070. Garra dunsirei Banister, 1987
1071. Garra duobarbis Getahun & Stiassny, 2007
1072. Garra elongata Vishwanath & Kosygin, 2000
1073. Garra emarginata Madhusoodana Kurup & Radhakrishnan, 2011
1074. Garra ethelwynnae Menon, 1958
1075. Garra fasciacauda Fowler, 1937
1076. Garra festai (Tortonese, 1939)
1077. Garra findolabium Li, Zhou & Fu, 2008
1078. Garra fisheri (Fowler, 1937)
1079. Garra flavatra Kullander & Fang, 2004
1080. Garra fuliginosa Fowler, 1934
1081. Garra geba Getahun & Stiassny, 2007
1082. Garra ghorensis Krupp, 1982
1083. Garra gotyla gotyla (Gray, 1830)
1084. Garra gotyla stenorhynchus Jerdon, 1849
1085. Garra gracilis (Pellegrin & Chevey, 1936)
1086. Garra gravelyi (Annandale, 1919)
1087. Garra hainanensis Chen & Zheng, 1983
1088. Garra hindii (Boulenger, 1905)
1089. Garra hughi Silas, 1955
1090. Garra ignestii (Gianferrari, 1925)
1091. Garra imbarbatus (Nguyen, 2001)
1092. Garra imberba Garman, 1912
1093. Garra imberbis (Vinciguerra, 1890)
1094. Garra jerdoni Day, 1867
1095. Garra jordanica Hamidan, Geiger & Freyhof, 2014
1096. Garra kalakadensis Rema Devi, 1993
1097. Garra kalpangi Nebeshwar, Bagra & Das, 2012
1098. Garra kempi Hora, 1921
1099. Garra khawbungi Arunachalam, Nandagopal & Mayden, 2014
1100. Garra kimini Arunachalam, Nandagopal & Mayden, 2013
1101. Garra laichowensis Nguyen & Doan, 1969
1102. Garra lamta (Hamilton, 1822)
1103. Garra lancrenonensis Blache & Miton, 1960
1104. Garra lautior Banister, 1987
1105. Garra lissorhynchus (McClelland, 1842)
1106. Garra litanensis Vishwanath, 1993
1107. Garra longipinnis Banister & Clarke, 1977
1108. Garra magnidiscus Tamang, 2013
1109. Garra makiensis (Boulenger, 1904)
1110. Garra mamshuqa Krupp, 1983
1111. Garra manipurensis Vishwanath & Sarojnalini, 1988
1112. Garra mcclellandi (Jerdon, 1849)
1113. Garra menoni Rema Devi & Indra, 1984
1114. Garra micropulvinus Zhou, Pan & Kottelat, 2005
1115. Garra minimus Arunachalam, Nandagopal & Mayden, 2013
1116. Garra mirofrontis Chu & Cui, 1987
1117. Garra mlapparaensis Madhusoodana Kurup & Radhakrishnan, 2011
1118. Garra mullya (Sykes, 1839)
1119. Garra naganensis Hora, 1921
1120. Garra nambulica Vishwanath & Joyshree, 2005
1121. Garra namyaensis Shangningam & Vishwanath, 2012
1122. Garra nana (Heckel, 1843)
1123. Garra nasuta (McClelland, 1838)
1124. Garra nethravathiensis Arunachalam & Nandagopal, 2014
1125. Garra nigricauda Arunachalam, Nandagopal & Mayden, 2013
1126. Garra nigricollis Kullander & Fang, 2004
1127. Garra notata (Blyth, 1860)
1128. Garra nujiangensis Chen, Zhao & Yang, 2009
1129. Garra orientalis Nichols, 1925
1130. Garra ornata (Nichols & Griscom, 1917)
1131. Garra palaruvica Arunachalam, Raja, Nandagopal & Mayden, 2013
1132. Garra paralissorhynchus Vishwanath & Shanta Devi, 2005
1133. Garra periyarensis Gopi, 2001
1134. Garra persica Berg, 1914
1135. Garra phillipsi Deraniyagala, 1933
1136. Garra platycephala Narayan Rao, 1920
1137. Garra poecilura Kullander & Fang, 2004
1138. Garra poilanei Petit & Tchang, 1933
1139. Garra propulvinus Kullander & Fang, 2004
1140. Garra qiaojiensis Wu & Yao, 1977
1141. Garra quadratirostris Nebeshwar & Vishwanath, 2013
1142. Garra quadrimaculata (Rüppell, 1835)
1143. Garra rakhinica Kullander & Fang, 2004
1144. Garra regressus Getahun & Stiassny, 2007
1145. Garra rossica (Nikolskii, 1900)
1146. Garra rotundinasus Zhang, 2006
1147. Garra rufa (Heckel, 1843)
1148. Garra rupecula (McClelland, 1839)
1149. Garra sahilia gharbia Krupp, 1983
1150. Garra sahilia sahilia Krupp, 1983
1151. Garra salweenica Hora & Mukerji, 1934
1152. Garra smarti Krupp & Budd, 2009
1153. Garra spilota Kullander & Fang, 2004
1154. Garra surendranathanii Shaji, Arun & Easa, 1996
1155. Garra tana Getahun & Stiassny, 2007
1156. Garra tengchongensis Zhang & Chen, 2002
1157. Garra theunensis Kottelat, 1998
1158. Garra tyao Arunachalam, Nandagopal & Mayden, 2014
1159. Garra typhlops (Bruun & Kaiser, 1944)
1160. Garra variabilis (Heckel, 1843)
1161. Garra vittatula Kullander & Fang, 2004
1162. Garra waensis Lothongkham, Arbsuwan & Musikasinthorn, 2014
1163. Garra wanae (Regan, 1914)
1164. Garra waterloti (Pellegrin, 1935)
1165. Garra widdowsoni (Trewavas, 1955)
1166. Garra yiliangensis Wu & Chen, 1977
1167. Gila atraria (Girard, 1856)
1168. Gila brevicauda Norris, Fischer & Minckley, 2003
1169. Gila coerulea (Girard, 1856)
1170. Gila conspersa Garman, 1881
1171. Gila crassicauda (Baird & Girard, 1854)
1172. Gila cypha Miller, 1946
1173. Gila ditaenia Miller, 1945
1174. Gila elegans Baird & Girard, 1853
1175. Gila eremica DeMarais, 1991
1176. Gila intermedia (Girard, 1856)
1177. Gila minacae Meek, 1902
1178. Gila modesta (Garman, 1881)
1179. Gila nigra Cope, 1875
1180. Gila nigrescens (Girard, 1856)
1181. Gila orcuttii (Eigenmann & Eigenmann, 1890)
1182. Gila pandora (Cope, 1872)
1183. Gila pulchra (Girard, 1856)
1184. Gila purpurea (Girard, 1856)
1185. Gila robusta Baird & Girard, 1853
1186. Gila seminuda Cope & Yarrow, 1875
1187. Gnathopogon caerulescens (Sauvage, 1883)
1188. Gnathopogon elongatus (Temminck & Schlegel, 1846)
1189. Gnathopogon herzensteini (Günther, 1896)
1190. Gnathopogon imberbis (Sauvage & Dabry de Thiersant, 1874)
1191. Gnathopogon nicholsi (Fang, 1943)
1192. Gnathopogon polytaenia (Nichols, 1925)
1193. Gnathopogon strigatus (Regan, 1908)
1194. Gnathopogon taeniellus (Nichols, 1925)
1195. Gnathopogon tsinanensis (Mori, 1928)
1196. Gobio acutipinnatus Men'shikov, 1939
1197. Gobio alverniae Kottelat & Persat, 2005
1198. Gobio battalgilae Naseka, Erk'akan & Küçük, 2006
1199. Gobio brevicirris Fowler, 1976
1200. Gobio bulgaricus Drensky, 1926
1201. Gobio carpathicus Vladykov, 1925
1202. Gobio caucasicus Kamensky, 1901
1203. Gobio coriparoides Nichols, 1925
1204. Gobio cynocephalus Dybowski, 1869
1205. Gobio delyamurei 	Freyhof & Naseka, 2005
1206. Gobio feraeensis 	Stephanidis, 1973
1207. Gobio fushunensis Xie, Li & Xie, 2007
1208. Gobio gobio (Linnaeus, 1758)
1209. Gobio gymnostethus Ladiges, 1960
1210. Gobio hettitorum 	Ladiges, 1960
1211. Gobio holurus Fowler, 1976
1212. Gobio huanghensis Luo, Le & Chen, 1977
1213. Gobio insuyanus Ladiges, 1960
1214. Gobio intermedius Battalgil, 1944
1215. Gobio kovatschevi Chichkoff, 1937
1216. Gobio krymensis Bănărescu & Nalbant, 1973
1217. Gobio kubanicus Vasil'eva, 2004
1218. Gobio lingyuanensis Mori, 1934
1219. Gobio lozanoi Doadrio & Madeira, 2004
1220. Gobio macrocephalus Mori, 1930
1221. Gobio maeandricus Naseka, Erk'akan & Küçük, 2006
1222. Gobio meridionalis Xu, 1987
1223. Gobio microlepidotus Battalgil, 1942
1224. Gobio obtusirostris Valenciennes, 1842
1225. Gobio occitaniae Kottelat & Persat, 2005
1226. Gobio ohridanus Karaman, 1924
1227. Gobio rivuloides Nichols, 1925
1228. Gobio sakaryaensis Turan, Ekmekçi, Luskova & Mendel, 2012
1229. Gobio sarmaticus Berg, 1949
1230. Gobio sibiricus Nikolskii, 1936
1231. Gobio skadarensis Karaman, 1937
1232. Gobio soldatovi Berg, 1914
1233. Gobio volgensis Vasil'eva, Mendel, Vasil'ev, Lusk & Lusková, 2008
1234. Gobiobotia abbreviata Fang & Wang, 1931
1235. Gobiobotia brevibarba Mori, 1935
1236. Gobiobotia brevirostris Chen & Cao, 1977
1237. Gobiobotia cheni Bănărescu & Nalbant, 1966
1238. Gobiobotia filifer (Garman, 1912)
1239. Gobiobotia guilingensis Chen, 1989
1240. Gobiobotia homalopteroidea Rendahl, 1933
1241. Gobiobotia jiangxiensis Zhang & Liu, 1995
1242. Gobiobotia kolleri Bănărescu & Nalbant, 1966
1243. Gobiobotia longibarba Fang & Wang, 1931
1244. Gobiobotia macrocephala Mori, 1935
1245. Gobiobotia meridionalis Chen & Cao, 1977
1246. Gobiobotia naktongensis Mori, 1935
1247. Gobiobotia nicholsi Bănărescu  & Nalbant, 1966
1248. Gobiobotia pappenheimi Kreyenberg, 1911
1249. Gobiobotia paucirastella Zheng & Yan, 1986
1250. Gobiobotia tungi Fang, 1933
1251. Gobiobotia yuanjiangensis Chen & Cao, 1977
1252. Gobiocypris rarus Ye & Fu, 1983
1253. Gymnocypris chilianensis Li & Chang, 1974
1254. Gymnocypris chui 	Tchang, Yueh & Hwang, 1964
1255. Gymnocypris dobula Günther, 1868
1256. Gymnocypris eckloni Herzenstein, 1891
1257. Gymnocypris firmispinatus Wu & Wu, 1988
1258. Gymnocypris namensis (Wu & Ren, 1982)
1259. Gymnocypris potanini Herzenstein, 1891
1260. Gymnocypris przewalskii (Kessler, 1876)
1261. Gymnocypris scleracanthus Tsao, Wu, Chen & Zhu, 1992
1262. Gymnocypris waddellii Regan, 1905
1263. Gymnodanio strigatus Chen & He, 1992
1264. Gymnodiptychus dybowskii 	(Kessler, 1874)
1265. Gymnodiptychus integrigymnatus Mo, 1989
1266. Gymnodiptychus pachycheilus Herzenstein, 1892
1267. Hainania serrata 	Koller, 1927
1268. Haludaria afasciata (Jayaram, 1990)
1269. Haludaria fasciata (Jerdon, 1849)
1270. Haludaria kannikattiensis (Arunachalam & Johnson, 2003)
1271. Haludaria melanampyx (Day, 1865)
1272. Hampala ampalong 	(Bleeker, 1852)
1273. Hampala bimaculata (Popta, 1905)
1274. Hampala dispar Smith, 1934
1275. Hampala lopezi Herre, 1924
1276. Hampala macrolepidota Kuhl & Van Hasselt, 1823
1277. Hampala sabana Inger & Chin, 1962
1278. Hampala salweenensis Doi & Taki, 1994
1279. Hemibarbus brevipennus Yue, 1995
1280. Hemibarbus labeo (Pallas, 1776)
1281. Hemibarbus lehoai Nguyen, 2001
1282. Hemibarbus longirostris (Regan, 1908)
1283. Hemibarbus macracanthus Lu, Luo & Chen, 1977
1284. Hemibarbus maculatus Bleeker, 1871
1285. Hemibarbus medius Yue, 1995
1286. Hemibarbus mylodon (Berg, 1907)
1287. Hemibarbus qianjiangensis Yu, 1990
1288. Hemibarbus songloensis Nguyen, 2001
1289. Hemibarbus thacmoensis Nguyen, 2001
1290. Hemibarbus umbrifer (Lin, 1931)
1291. Hemiculter bleekeri Warpachowski, 1888
1292. Hemiculter elongatus Nguyen & Ngo, 2001
1293. Hemiculter krempfi Pellegrin & Chevey, 1938
1294. Hemiculter leucisculus (Basilewsky, 1855)
1295. Hemiculter lucidus (Dybowski, 1872)
1296. Hemiculter songhongensis Nguyen & Nguyen, 2001
1297. Hemiculter tchangi Fang, 1942
1298. Hemiculter varpachovskii Nikolskii, 1903
1299. Hemiculterella macrolepis Chen, 1989
1300. Hemiculterella sauvagei Warpachowski, 1888
1301. Hemiculterella wui (Wang, 1935)
1302. Hemigrammocapoeta culiciphaga Pellegrin, 1927
1303. Hemigrammocapoeta elegans (Günther, 1868)
1304. Hemigrammocapoeta kemali (Hankó, 1925)
1305. Hemigrammocypris rasborella Fowler, 1910
1306. Hemitremia flammea (Jordan & Gilbert, 1878)
1307. Henicorhynchus lineatus (Smith, 1945)
1308. Henicorhynchus lobatus Smith, 1945
1309. Henicorhynchus ornatipinnis (Roberts, 1997)
1310. Henicorhynchus siamensis (Sauvage, 1881)
1311. Herzensteinia microcephalus (Herzenstein, 1891)
1312. Hesperoleucus symmetricus (Baird & Girard, 1854)
1313. Hongshuia banmo Zhang, Qiang & Lan, 2008
1314. Hongshuia microstomatus (Wang & Chen, 1989)
1315. Hongshuia paoli Zhang, Qiang & Lan, 2008
1316. Horadandia atukorali Deraniyagala, 1943
1317. Horalabiosa arunachalami Johnson & Soranam, 2001
1318. Horalabiosa joshuai Silas, 1954
1319. Horalabiosa palaniensis Rema Devi & Menon, 1994
1320. Huigobio chenhsienensis Fang, 1938
1321. Huigobio exilicauda Jiang & Zhang, 2013
1322. Hybognathus amarus (Girard, 1856)
1323. Hybognathus argyritis Girard, 1856
1324. Hybognathus hankinsoni Hubbs, 1929
1325. Hybognathus hayi Jordan, 1885
1326. Hybognathus nuchalis Agassiz, 1855
1327. Hybognathus placitus Girard, 1856
1328. Hybognathus regius Girard, 1856
1329. Hybopsis amblops 	(Rafinesque, 1820)
1330. Hybopsis amnis (Hubbs & Greene, 1951)
1331. Hybopsis hypsinotus (Cope, 1870)
1332. Hybopsis lineapunctata Clemmer & Suttkus, 1971
1333. Hybopsis rubrifrons (Jordan, 1877)
1334. Hybopsis winchelli Girard, 1856
1335. Hypophthalmichthys harmandi Sauvage, 1884
1336. Hypophthalmichthys molitrix (Valenciennes, 1844)
1337. Hypophthalmichthys nobilis (Richardson, 1845)
1338. Hypselobarbus curmuca (Hamilton, 1807)
1339. Hypselobarbus dobsoni (Day, 1876)
1340. Hypselobarbus dubius (Day, 1867)
1341. Hypselobarbus jerdoni (Day, 1870)
1342. Hypselobarbus kolus (Sykes, 1839)
1343. Hypselobarbus kurali Menon & Rema Devi, 1995
1344. Hypselobarbus lithopidos (Day, 1874)
1345. Hypselobarbus micropogon (Valenciennes, 1842)
1346. Hypselobarbus mussullah (Sykes, 1839)
1347. Hypselobarbus periyarensis (Raj, 1941)
1348. Hypselobarbus pulchellus 	(Day, 1870)
1349. Hypsibarbus annamensis (Pellegrin & Chevey, 1936)
1350. Hypsibarbus lagleri Rainboth, 1996
1351. Hypsibarbus macrosquamatus (Mai, 1978)
1352. Hypsibarbus malcolmi (Smith, 1945)
1353. Hypsibarbus myitkyinae (Prashad & Mukerji, 1929)
1354. Hypsibarbus oatesii (Boulenger, 1893)
1355. Hypsibarbus pierrei (Sauvage, 1880)
1356. Hypsibarbus salweenensis Rainboth, 1996
1357. Hypsibarbus suvattii Rainboth, 1996
1358. Hypsibarbus vernayi (Norman, 1925)
1359. Hypsibarbus wetmorei (Smith, 1931)
1360. Iberochondrostoma almacai (Coelho, Mesquita & Collares-Pereira, 2005)
1361. Iberochondrostoma lemmingii (Steindachner, 1866)
1362. Iberochondrostoma lusitanicum (Collares-Pereira, 1980)
1363. Iberochondrostoma olisiponensis (Gante, Santos & Alves, 2007)
1364. Iberochondrostoma oretanum (Doadrio & Carmona, 2003)
1365. Iberocypris palaciosi Doadrio, 1980
1366. Inlecypris jayarami (Barman, 1985)
1367. Iotichthys phlegethontis (Cope, 1874)
1368. Ischikauia steenackeri (Sauvage, 1883)
1369. Kalimantania lawak (Bleeker, 1855)
1370. Kottelatia brittani (Axelrod, 1976)
1371. Labeo alluaudi Pellegrin, 1933
1372. Labeo alticentralis Tshibwabwa, 1997
1373. Labeo altivelis Peters, 1852
1374. Labeo angra (Hamilton, 1822)
1375. Labeo annectens Boulenger, 1903
1376. Labeo ansorgii Boulenger, 1907
1377. Labeo baldasseronii Di Caporiacco, 1948
1378. Labeo barbatulus (Sauvage, 1878)
1379. Labeo barbatus Boulenger, 1898
1380. Labeo bata (Hamilton, 1822)
1381. Labeo batesii Boulenger, 1911
1382. Labeo boga (Hamilton, 1822)
1383. Labeo boggut (Sykes, 1839)
1384. Labeo bottegi Vinciguerra, 1897
1385. Labeo boulengeri Vinciguerra, 1912
1386. Labeo brachypoma Günther, 1868
1387. Labeo caeruleus Day, 1877
1388. Labeo calbasu (Hamilton, 1822)
1389. Labeo camerunensis Trewavas, 1974
1390. Labeo capensis (Smith, 1841)
1391. Labeo chariensis Pellegrin, 1904
1392. Labeo chrysophekadion (Bleeker, 1849)
1393. Labeo congoro Peters, 1852
1394. Labeo coubie Rüppell, 1832
1395. Labeo curchius (Hamilton, 1822)
1396. Labeo curriei Fowler, 1919
1397. Labeo cyclopinnis Nichols & Griscom, 1917
1398. Labeo cyclorhynchus Boulenger, 1899
1399. Labeo cylindricus Peters, 1852
1400. Labeo degeni Boulenger, 1920
1401. Labeo dhonti Boulenger, 1920
1402. Labeo dussumieri 	(Valenciennes, 1842)
1403. Labeo dyocheilus (McClelland, 1839)
1404. Labeo erythropterus Valenciennes, 1842
1405. Labeo falcipinnis Boulenger, 1903
1406. Labeo fimbriatus (Bloch, 1795)
1407. Labeo fisheri Jordan & Starks, 1917
1408. Labeo forskalii Rüppell, 1835
1409. Labeo fuelleborni Hilgendorf & Pappenheim, 1903
1410. Labeo fulakariensis Tshibwabwa, Stiassny & Schelly, 2006
1411. Labeo gonius (Hamilton, 1822)
1412. Labeo greenii Boulenger, 1902
1413. Labeo gregorii Günther, 1894
1414. Labeo horie Heckel, 1847
1415. Labeo indramontri Smith, 1945
1416. Labeo kawrus (Sykes, 1839)
1417. Labeo kibimbi Poll, 1949
1418. Labeo kirkii Boulenger, 1903
1419. Labeo kontius (Jerdon, 1849)
1420. Labeo lineatus Boulenger, 1898
1421. Labeo lividus Roberts & Stewart, 1976
1422. Labeo longipinnis Boulenger, 1898
1423. Labeo lualabaensis Tshibwabwa, 1997
1424. Labeo lukulae Boulenger, 1902
1425. Labeo luluae Fowler, 1930
1426. Labeo lunatus Jubb, 1963
1427. Labeo macmahoni Zugmayer, 1912
1428. Labeo macrostoma Boulenger, 1898
1429. Labeo maleboensis Tshibwabwa, 1997
1430. Labeo meroensis Moritz, 2007
1431. Labeo mesops Günther, 1868
1432. Labeo microphthalmus Day, 1877
1433. Labeo mokotoensis Poll, 1939
1434. Labeo molybdinus du Plessis, 1963
1435. Labeo moszkowskii Ahl, 1922
1436. Labeo nandina (Hamilton, 1822)
1437. Labeo nasus Boulenger, 1899
1438. Labeo nigricans Boulenger, 1911
1439. Labeo nigripinnis Day, 1877
1440. Labeo niloticus (Linnaeus, 1758)
1441. Labeo nunensis Pellegrin, 1929
1442. Labeo pangusia (Hamilton, 1822)
1443. Labeo parvus Boulenger, 1902
1444. Labeo pellegrini 	Zolezzi, 1939
1445. Labeo percivali Boulenger, 1912
1446. Labeo pierrei (Sauvage, 1880)
1447. Labeo pietschmanni Machan, 1930
1448. Labeo polli Tshibwabwa, 1997
1449. Labeo porcellus (Heckel, 1844)
1450. Labeo potail (Sykes, 1839)
1451. Labeo quadribarbis Poll & Gosse, 1963
1452. Labeo rajasthanicus Datta & Majumdar, 1970
1453. Labeo rectipinnis Tshibwabwa, 1997
1454. Labeo reidi Tshibwabwa, 1997
1455. Labeo ricnorhynchus (McClelland, 1839)
1456. Labeo rohita (Hamilton, 1822)
1457. Labeo rosae Steindachner, 1894
1458. Labeo roseopunctatus Paugy, Guégan & Agnèse, 1990
1459. Labeo rouaneti Daget, 1962
1460. Labeo rubromaculatus Gilchrist & Thompson, 1913
1461. Labeo ruddi Boulenger, 1907
1462. Labeo sanagaensis Tshibwabwa, 1997
1463. Labeo seeberi Gilchrist & Thompson, 1911
1464. Labeo senegalensis Valenciennes, 1842
1465. Labeo simpsoni Ricardo-Bertram, 1943
1466. Labeo sorex Nichols & Griscom, 1917
1467. Labeo stolizkae Steindachner, 1870
1468. Labeo trigliceps Pellegrin, 1926
1469. Labeo udaipurensis Tilak, 1968
1470. Labeo umbratus (Smith, 1841)
1471. Labeo victorianus Boulenger, 1901
1472. Labeo weeksii Boulenger, 1909
1473. Labeo werneri Lohberger, 1929
1474. Labeo worthingtoni Fowler, 1958
1475. Labeo yunnanensis Chaudhuri, 1911
1476. Labeobarbus acutirostris (Bini, 1940)
1477. Labeobarbus aeneus (Burchell, 1822)
1478. Labeobarbus aspius (Boulenger, 1912)
1479. Labeobarbus batesii (Boulenger, 1903)
1480. Labeobarbus brevicauda (Keilhack, 1908)
1481. Labeobarbus brevicephalus (Nagelkerke & Sibbing, 1997)
1482. Labeobarbus brevispinis (Holly, 1927)
1483. Labeobarbus capensis (Smith, 1841)
1484. Labeobarbus cardozoi (Boulenger, 1912)
1485. Labeobarbus caudovittatus (Boulenger, 1902)
1486. Labeobarbus codringtonii 	(Boulenger, 1908)
1487. Labeobarbus compiniei (Sauvage, 1879)
1488. Labeobarbus crassibarbis (Nagelkerke & Sibbing, 1997)
1489. Labeobarbus dainellii (Bini, 1940)
1490. Labeobarbus gorgorensis (Bini, 1940)
1491. Labeobarbus gorguari (Rüppell, 1835)
1492. Labeobarbus habereri (Steindachner, 1912)
1493. Labeobarbus intermedius (Rüppell, 1835)
1494. Labeobarbus johnstonii (Boulenger, 1907)
1495. Labeobarbus kimberleyensis (Gilchrist & Thompson, 1913)
1496. Labeobarbus litamba (Keilhack, 1908)
1497. Labeobarbus longissimus (Nagelkerke & Sibbing, 1997)
1498. Labeobarbus lucius (Boulenger, 1910)
1499. Labeobarbus macrophtalmus (Bini, 1940)
1500. Labeobarbus malacanthus (Pappenheim, 1911)
1501. Labeobarbus marequensis (Smith, 1841)
1502. Labeobarbus mbami (Holly, 1927)
1503. Labeobarbus megastoma (Nagelkerke & Sibbing, 1997)
1504. Labeobarbus micronema (Boulenger, 1904)
1505. Labeobarbus mungoensis (Trewavas, 1974)
1506. Labeobarbus natalensis (Castelnau, 1861)
1507. Labeobarbus nedgia Rüppell, 1835
1508. Labeobarbus nthuwa Tweddle & Skelton, 2008
1509. Labeobarbus osseensis (Nagelkerke & Sibbing, 2000)
1510. Labeobarbus platydorsus (Nagelkerke & Sibbing, 1997)
1511. Labeobarbus pojeri (Poll, 1944)
1512. Labeobarbus polylepis (Boulenger, 1907)
1513. Labeobarbus progenys (Boulenger, 1903)
1514. Labeobarbus rhinophorus (Boulenger, 1910)
1515. Labeobarbus rocadasi (Boulenger, 1910)
1516. Labeobarbus rosae (Boulenger, 1910)
1517. Labeobarbus roylii (Boulenger, 1912)
1518. Labeobarbus stappersii (Boulenger, 1915)
1519. Labeobarbus surkis (Rüppell, 1835)
1520. Labeobarbus truttiformis (Nagelkerke & Sibbing, 1997)
1521. Labeobarbus tsanensis (Nagelkerke & Sibbing, 1997)
1522. Labeobarbus versluysii (Holly, 1929)
1523. Labiobarbus cyanopareja (Heckel, 1843)
1524. Labiobarbus fasciatus (Bleeker, 1853)
1525. Labiobarbus festivus (Heckel, 1843)
1526. Labiobarbus lamellifer Kottelat, 1994
1527. Labiobarbus leptocheilus (Valenciennes, 1842)
1528. Labiobarbus lineatus (Sauvage, 1878)
1529. Labiobarbus ocellatus (Heckel, 1843)
1530. Labiobarbus sabanus (Inger & Chin, 1962)
1531. Labiobarbus siamensis (Sauvage, 1881)
1532. Ladigesocypris mermere (Ladiges, 1960)
1533. Ladislavia taczanowskii Dybowski, 1869
1534. Laocypris hispida Kottelat, 2000
1535. Laubuka brahmaputraensis 	Kulabtong, Suksri & Nonpayom, 2012
1536. Laubuka caeruleostigmata Smith, 1931
1537. Laubuka dadiburjori Menon, 1952
1538. Laubuka fasciata (Silas, 1958)
1539. Laubuka insularis Pethiyagoda, Kottelat, Silva, Maduwage & Meegaskumbura, 2008
1540. Laubuka lankensis (Deraniyagala, 1960)
1541. Laubuka laubuca (Hamilton, 1822)
1542. Laubuka ruhuna Pethiyagoda, Kottelat, Silva, Maduwage & Meegaskumbura, 2008
1543. Laubuka siamensis Fowler, 1939
1544. Laubuka varuna Pethiyagoda, Kottelat, Silva, Maduwage & Meegaskumbura, 2008
1545. Lavinia exilicauda Baird & Girard, 1854
1546. Lepidomeda albivallis Miller & Hubbs, 1960
1547. Lepidomeda aliciae (Jouy, 1881)
1548. Lepidomeda altivelis Miller & Hubbs, 1960
1549. Lepidomeda copei (Jordan & Gilbert, 1881)
1550. Lepidomeda mollispinis Miller & Hubbs, 1960
1551. Lepidomeda vittata Cope, 1874
1552. Lepidopygopsis typus Raj, 1941
1553. Leptobarbus hoevenii (Bleeker, 1851)
1554. Leptobarbus hosii (Regan, 1906)
1555. Leptobarbus melanopterus Weber & de Beaufort, 1916
1556. Leptobarbus melanotaenia 	Boulenger, 1894
1557. Leptobarbus rubripinna (Fowler, 1937)
1558. Leptocypris crossensis Howes & Teugels, 1989
1559. Leptocypris guineensis (Daget, 1962)
1560. Leptocypris konkoureensis Howes & Teugels, 1989
1561. Leptocypris lujae (Boulenger, 1909)
1562. Leptocypris modestus Boulenger, 1900
1563. Leptocypris niloticus (Joannis, 1835)
1564. Leptocypris taiaensis Howes & Teugels, 1989
1565. Leptocypris weeksii (Boulenger, 1899)
1566. Leptocypris weynsii (Boulenger, 1899)
1567. Leucalburnus satunini (Berg, 1910)
1568. Leucaspius delineatus (Heckel, 1843)
1569. Leuciscus aspius (Linnaeus, 1758)
1570. Leuciscus baicalensis (Dybowski, 1874)
1571. Leuciscus bearnensis (Blanchard, 1866)
1572. Leuciscus bergi Kashkarov, 1925
1573. Leuciscus burdigalensis Valenciennes, 1844
1574. Leuciscus chuanchicus (Kessler, 1876)
1575. Leuciscus danilewskii (Kessler, 1877)
1576. Leuciscus dzungaricus Paepke & Koch, 1998
1577. Leuciscus gaderanus Günther, 1899
1578. Leuciscus idus (Linnaeus, 1758)
1579. Leuciscus latus (Keyserling, 1861)
1580. Leuciscus lehmanni Brandt, 1852
1581. Leuciscus leuciscus (Linnaeus, 1758)
1582. Leuciscus lindbergi Zanin & Eremejev, 1934
1583. Leuciscus merzbacheri (Zugmayer, 1912)
1584. Leuciscus oxyrrhis (La Blanchère, 1873)
1585. Leuciscus schmidti (Herzenstein, 1896)
1586. Leuciscus vorax (Heckel, 1843)
1587. Leuciscus waleckii (Dybowski, 1869)
1588. Leucos albus (Marić, 2010)
1589. Leucos aula (Bonaparte, 1841)
1590. Leucos basak Heckel, 1843
1591. Leucos panosi (Bogutskaya & Iliadou, 2006)
1592. Leucos ylikiensis (Economidis, 1991)
1593. Linichthys laticeps (Lin & Zhang, 1986)
1594. Lobocheilos bo (Popta, 1904)
1595. Lobocheilos cornutus Smith, 1945
1596. Lobocheilos cryptopogon (Fowler, 1935)
1597. Lobocheilos davisi (Fowler, 1937)
1598. Lobocheilos delacouri (Pellegrin & Fang, 1940)
1599. Lobocheilos erinaceus Kottelat & Tan, 2008
1600. Lobocheilos falcifer (Valenciennes, 1842)
1601. Lobocheilos fowleri (Pellegrin & Chevey, 1936)
1602. Lobocheilos gracilis (Fowler, 1937)
1603. Lobocheilos ixocheilos Kottelat & Tan, 2008
1604. Lobocheilos kajanensis (Popta, 1904)
1605. Lobocheilos lehat Bleeker, 1858
1606. Lobocheilos melanotaenia (Fowler, 1935)
1607. Lobocheilos nigrovittatus Smith, 1945
1608. Lobocheilos ovalis Kottelat & Tan, 2008
1609. Lobocheilos quadrilineatus (Fowler, 1935)
1610. Lobocheilos rhabdoura (Fowler, 1934)
1611. Lobocheilos schwanenfeldii Bleeker, 1854
1612. Lobocheilos tenura Kottelat & Tan, 2008
1613. Lobocheilos terminalis Kottelat & Tan, 2008
1614. Lobocheilos thavili Smith, 1945
1615. Lobocheilos trangensis (Fowler, 1939)
1616. Lobocheilos unicornis Kottelat & Tan, 2008
1617. Longanalus macrochirous Li, Ran & Chen, 2006
1618. Longiculter siahi Fowler, 1937
1619. Luciobarbus bocagei (Steindachner, 1864)
1620. Luciobarbus brachycephalus (Kessler, 1872)
1621. Luciobarbus capito (Güldenstädt, 1773)
1622. Luciobarbus caspius (Berg, 1914)
1623. Luciobarbus comizo (Steindachner, 1864)
1624. Luciobarbus escherichii (Steindachner, 1897)
1625. Luciobarbus esocinus Heckel, 1843
1626. Luciobarbus graecus (Steindachner, 1895)
1627. Luciobarbus graellsii (Steindachner, 1866)
1628. Luciobarbus guiraonis (Steindachner, 1866)
1629. Luciobarbus kersin (Heckel, 1843)
1630. Luciobarbus kosswigi (Karaman, 1971)
1631. Luciobarbus kottelati Turan, Ekmekçi, Ilhan & Engin, 2008
1632. Luciobarbus lydianus (Boulenger, 1896)
1633. Luciobarbus microcephalus (Almaça, 1967)
1634. Luciobarbus mursa (Güldenstädt, 1773)
1635. Luciobarbus mystaceus (Pallas, 1814)
1636. Luciobarbus pectoralis (Heckel, 1843)
1637. Luciobarbus sclateri (Günther, 1868)
1638. Luciobarbus steindachneri (Almaça, 1967)
1639. Luciobarbus subquincunciatus (Günther, 1868)
1640. Luciobarbus xanthopterus Heckel, 1843
1641. Luciobrama macrocephalus (Lacepède, 1803)
1642. Luciocyprinus langsoni Vaillant, 1904
1643. Luciocyprinus striolatus Cui & Chu, 1986
1644. Luciosoma bleekeri Steindachner, 1878
1645. Luciosoma pellegrinii Popta, 1905
1646. Luciosoma setigerum (Valenciennes, 1842)
1647. Luciosoma spilopleura Bleeker, 1855
1648. Luciosoma trinema (Bleeker, 1852)
1649. Luxilus albeolus 	(Jordan, 1889)
1650. Luxilus cardinalis (Mayden, 1988)
1651. Luxilus cerasinus (Cope, 1868)
1652. Luxilus chrysocephalus Rafinesque, 1820
1653. Luxilus coccogenis (Cope, 1868)
1654. Luxilus cornutus 	(Mitchill, 1817)
1655. Luxilus pilsbryi 	(Fowler, 1904)
1656. Luxilus zonatus (Putnam, 1863)
1657. Luxilus zonistius Jordan, 1880
1658. Lythrurus alegnotus (Snelson, 1972)
1659. Lythrurus ardens (Cope, 1868)
1660. Lythrurus atrapiculus (Snelson, 1972)
1661. Lythrurus bellus (Hay, 1881)
1662. Lythrurus fasciolaris (Gilbert, 1891)
1663. Lythrurus fumeus (Evermann, 1892)
1664. Lythrurus lirus (Jordan, 1877)
1665. Lythrurus matutinus (Cope, 1870)
1666. Lythrurus roseipinnis (Hay, 1885)
1667. Lythrurus snelsoni (Robison, 1985)
1668. Lythrurus umbratilis (Girard, 1856)
1669. Macrhybopsis aestivalis (Girard, 1856)
1670. Macrhybopsis australis (Hubbs & Ortenburger, 1929)
1671. Macrhybopsis gelida (Girard, 1856)
1672. Macrhybopsis hyostoma (Gilbert, 1884)
1673. Macrhybopsis marconis (Jordan & Gilbert, 1886)
1674. Macrhybopsis meeki (Jordan & Evermann, 1896)
1675. Macrhybopsis storeriana (Kirtland, 1845)
1676. Macrhybopsis tetranema (Gilbert, 1886)
1677. Macrochirichthys macrochirus (Valenciennes, 1844)
1678. Malayochela maassi (Weber & de Beaufort, 1912)
1679. Margariscus margarita (Cope, 1867)
1680. Margariscus nachtriebi (Cox, 1896)
1681. Meda fulgida Girard, 1856
1682. Megalobrama amblycephala Yih, 1955
1683. Megalobrama elongata Huang & Zhang, 1986
1684. Megalobrama mantschuricus (Basilewsky, 1855)
1685. Megalobrama pellegrini (Tchang, 1930)
1686. Megalobrama terminalis (Richardson, 1846)
1687. Megarasbora elanga (Hamilton, 1822)
1688. Mekongina bibarba Nguyen, 2001
1689. Mekongina erythrospila Fowler, 1937
1690. Mekongina lancangensis Yang, Chen & Yang, 2008
1691. Mesobola bredoi (Poll, 1945)
1692. Mesobola brevianalis (Boulenger, 1908)
1693. Mesobola moeruensis (Boulenger, 1915)
1694. Mesobola spinifer (Bailey & Matthes, 1971)
1695. Mesogobio lachneri Bănărescu & Nalbant, 1973
1696. Mesogobio tumenensis Chang, 1980
1697. Mesopotamichthys sharpeyi (Günther, 1874)
1698. Metzia alba (Nguyen, 1991)
1699. Metzia bounthobi Shibukawa, Phousavanh, Phongsa & Iwata, 2012
1700. Metzia formosae (Oshima, 1920)
1701. Metzia hautus (Nguyen, 1991)
1702. Metzia lineata (Pellegrin, 1907)
1703. Metzia longinasus Gan, Lan & Zhang, 2009
1704. Metzia mesembrinum (Jordan & Evermann, 1902)
1705. Microdevario gatesi (Herre, 1939)
1706. Microdevario kubotai (Kottelat & Witte, 1999)
1707. Microdevario nana (Kottelat & Witte, 1999)
1708. Microphysogobio alticorpus Bănărescu & Nalbant, 1968
1709. Microphysogobio amurensis (Taranetz, 1937)
1710. Microphysogobio anudarini Holcík & Pivnicka, 1969
1711. Microphysogobio brevirostris (Günther, 1868)
1712. Microphysogobio chinssuensis (Nichols, 1926)
1713. Microphysogobio elongatus (Yao & Yang, 1977)
1714. Microphysogobio fukiensis (Nichols, 1926)
1715. Microphysogobio hsinglungshanensis Mori, 1934
1716. Microphysogobio jeoni Kim & Yang, 1999
1717. Microphysogobio kachekensis (Oshima, 1926)
1718. Microphysogobio kiatingensis (Wu, 1930)
1719. Microphysogobio koreensis Mori, 1935
1720. Microphysogobio labeoides (Nichols & Pope, 1927)
1721. Microphysogobio liaohensis (Qin, 1987)
1722. Microphysogobio linghensis Xie, 1986
1723. Microphysogobio longidorsalis Mori, 1935
1724. Microphysogobio microstomus Yue, 1995
1725. Microphysogobio nudiventris Jiang, Gao & Zhang, 2012
1726. Microphysogobio pseudoelongatus Zhao & Zhang, 2001
1727. Microphysogobio rapidus Chae & Yang, 1999
1728. Microphysogobio tafangensis (Wang, 1935)
1729. Microphysogobio tungtingensis (Nichols, 1926)
1730. Microphysogobio vietnamica Mai, 1978
1731. Microphysogobio wulonghensis Xing, Zhao, Tang & Zhang, 2011
1732. Microphysogobio yaluensis (Mori, 1928)
1733. Microphysogobio yunnanensis (Yao & Yang, 1977)
1734. Microrasbora microphthalma Jiang, Chen & Yang, 2008
1735. Microrasbora rubescens Annandale, 1918
1736. Moapa coriacea Hubbs & Miller, 1948
1737. Mylocheilus caurinus (Richardson, 1836)
1738. Mylopharodon conocephalus (Baird & Girard, 1854)
1739. Mylopharyngodon piceus (Richardson, 1846)
1740. Mystacoleucus argenteus (Day, 1888)
1741. Mystacoleucus atridorsalis Fowler, 1937
1742. Mystacoleucus chilopterus Fowler, 1935
1743. Mystacoleucus ectypus Kottelat, 2000
1744. Mystacoleucus greenwayi Pellegrin & Fang, 1940
1745. Mystacoleucus lepturus Huang, 1979
1746. Mystacoleucus marginatus (Valenciennes, 1842)
1747. Mystacoleucus padangensis (Bleeker, 1852)
1748. Naziritor zhobensis (Mirza, 1967)
1749. Nematabramis alestes (Seale & Bean, 1907)
1750. Nematabramis borneensis 	Inger & Chin, 1962
1751. Nematabramis everetti Boulenger, 1894
1752. Nematabramis steindachnerii Popta, 1905
1753. Nematabramis verecundus Herre, 1924
1754. Neobarynotus microlepis (Bleeker, 1851)
1755. Neobola bottegoi 	Vinciguerra, 1895
1756. Neobola fluviatilis (Whitehead, 1962)
1757. Neobola nilotica 	Werner, 1919
1758. Neobola stellae (Worthington, 1932)
1759. Neolissochilus baoshanensis (Chen & Yang, 1999)
1760. Neolissochilus benasi (Pellegrin & Chevey, 1936)
1761. Neolissochilus blanci (Pellegrin & Fang, 1940)
1762. Neolissochilus blythii (Day, 1870)
1763. Neolissochilus compressus (Day, 1870)
1764. Neolissochilus dukai (Day, 1878)
1765. Neolissochilus hendersoni (Herre, 1940)
1766. Neolissochilus heterostomus (Chen & Yang, 1999)
1767. Neolissochilus hexagonolepis (McClelland, 1839)
1768. Neolissochilus hexastichus (McClelland, 1839)
1769. Neolissochilus longipinnis (Weber & de Beaufort, 1916)
1770. Neolissochilus namlenensis (Nguyen & Doan, 1969)
1771. Neolissochilus nigrovittatus (Boulenger, 1893)
1772. Neolissochilus paucisquamatus (Smith, 1945)
1773. Neolissochilus soroides (Duncker, 1904)
1774. Neolissochilus spinulosus (McClelland, 1845)
1775. Neolissochilus stevensonii (Day, 1870)
1776. Neolissochilus stracheyi (Day, 1871)
1777. Neolissochilus subterraneus Vidthayanon & Kottelat, 2003
1778. Neolissochilus sumatranus (Weber & de Beaufort, 1916)
1779. Neolissochilus thienemanni (Ahl, 1933)
1780. Neolissochilus tweediei (Herre & Myers, 1937)
1781. Neolissochilus vittatus 	(Smith, 1945)
1782. Nicholsicypris dorsohorizontalis Nguyen & Doan, 1969
1783. Nicholsicypris normalis (Nichols & Pope, 1927)
1784. Nipponocypris koreanus (Kim, Oh & Hosoya, 2005)
1785. Nipponocypris sieboldii (Temminck & Schlegel, 1846)
1786. Nipponocypris temminckii (Temminck & Schlegel, 1846)
1787. Nocomis asper Lachner & Jenkins, 1971
1788. Nocomis biguttatus (Kirtland, 1840)
1789. Nocomis effusus Lachner & Jenkins, 1967
1790. Nocomis leptocephalus (Girard, 1856)
1791. Nocomis micropogon (Cope, 1865)
1792. Nocomis platyrhynchus Lachner & Jenkins, 1971
1793. Nocomis raneyi Lachner & Jenkins, 1971
1794. Notemigonus crysoleucas (Mitchill, 1814)
1795. Notropis aguirrepequenoi Contreras-Balderas & Rivera-Teillery, 1973
1796. Notropis albizonatus Warren & Burr, 1994
1797. Notropis alborus Hubbs & Raney, 1947
1798. Notropis altipinnis (Cope, 1870)
1799. Notropis amabilis (Girard, 1856)
1800. Notropis amecae Chernoff & Miller, 1986
1801. Notropis ammophilus Suttkus & Boschung, 1990
1802. Notropis amoenus (Abbott, 1874)
1803. Notropis anogenus Forbes, 1885
1804. Notropis ariommus (Cope, 1867)
1805. Notropis asperifrons Suttkus & Raney, 1955
1806. Notropis atherinoides Rafinesque, 1818
1807. Notropis atrocaudalis Evermann, 1892
1808. Notropis aulidion Chernoff & Miller, 1986
1809. Notropis baileyi 	Suttkus & Raney, 1955
1810. Notropis bairdi Hubbs & Ortenburger, 1929
1811. Notropis bifrenatus (Cope, 1867)
1812. Notropis blennius (Girard, 1856)
1813. Notropis boops Gilbert, 1884
1814. Notropis boucardi (Günther, 1868)
1815. Notropis braytoni Jordan & Evermann, 1896
1816. Notropis buccula Cross, 1953
1817. Notropis buchanani Meek, 1896
1818. Notropis cahabae 	Mayden & Kuhajda, 1989
1819. Notropis calabazas Lyons & Mercado-Silva, 2004
1820. Notropis calientis Jordan & Snyder, 1899
1821. Notropis candidus Suttkus, 1980
1822. Notropis chalybaeus (Cope, 1867)
1823. Notropis chihuahua Woolman, 1892
1824. Notropis chiliticus (Cope, 1870)
1825. Notropis chlorocephalus (Cope, 1870)
1826. Notropis chrosomus (Jordan, 1877)
1827. Notropis cumingii (Günther, 1868)
1828. Notropis cummingsae Myers, 1925
1829. Notropis dorsalis (Agassiz, 1854)
1830. Notropis edwardraneyi Suttkus & Clemmer, 1968
1831. Notropis girardi Hubbs & Ortenburger, 1929
1832. Notropis grandis Domínguez-Domínguez, Pérez-Rodríguez, Escalera-Vázquez & Doadrio, 2009
1833. Notropis greenei 	Hubbs & Ortenburger, 1929
1834. Notropis harperi Fowler, 1941
1835. Notropis heterodon (Cope, 1865)
1836. Notropis heterolepis Eigenmann & Eigenmann, 1893
1837. Notropis hudsonius (Clinton, 1824)
1838. Notropis hypsilepis Suttkus & Raney, 1955
1839. Notropis imeldae 	Cortés, 1968
1840. Notropis jemezanus (Cope, 1875)
1841. Notropis leuciodus (Cope, 1868)
1842. Notropis longirostris (Hay, 1881)
1843. Notropis lutipinnis (Jordan & Brayton, 1878)
1844. Notropis maculatus (Hay, 1881)
1845. Notropis marhabatiensis Domínguez-Domínguez, Pérez-Rodríguez, Escalera-Vázquez & Doadrio, 2009
1846. Notropis mekistocholas Snelson, 1971
1847. Notropis melanostomus Bortone, 1989
1848. Notropis micropteryx (Cope, 1868)
1849. Notropis moralesi de Buen, 1955
1850. Notropis nazas Meek, 1904
1851. Notropis nubilus (Forbes, 1878)
1852. Notropis orca Woolman, 1894
1853. Notropis ortenburgeri Hubbs, 1927
1854. Notropis oxyrhynchus Hubbs & Bonham, 1951
1855. Notropis ozarcanus Meek, 1891
1856. Notropis percobromus (Cope, 1871)
1857. Notropis perpallidus Hubbs & Black, 1940
1858. Notropis petersoni Fowler, 1942
1859. Notropis photogenis (Cope, 1865)
1860. Notropis potteri Hubbs & Bonham, 1951
1861. Notropis procne (Cope, 1865)
1862. Notropis rafinesquei Suttkus, 1991
1863. Notropis rubellus (Agassiz, 1850)
1864. Notropis rubricroceus (Cope, 1868)
1865. Notropis rupestris Page, 1987
1866. Notropis sabinae Jordan & Gilbert, 1886
1867. Notropis saladonis Hubbs & Hubbs, 1958
1868. Notropis scabriceps (Cope, 1868)
1869. Notropis scepticus (Jordan & Gilbert, 1883)
1870. Notropis semperasper Gilbert, 1961
1871. Notropis shumardi (Girard, 1856)
1872. Notropis simus (Cope, 1875)
1873. Notropis spectrunculus (Cope, 1868)
1874. Notropis stilbius Jordan, 1877
1875. Notropis stramineus (Cope, 1865)
1876. Notropis suttkusi Humphries & Cashner, 1994
1877. Notropis telescopus (Cope, 1868)
1878. Notropis texanus 	(Girard, 1856)
1879. Notropis topeka (Gilbert, 1884)
1880. Notropis tropicus Hubbs & Miller, 1975
1881. Notropis uranoscopus Suttkus, 1959
1882. Notropis volucellus (Cope, 1865)
1883. Notropis wickliffi Trautman, 1931
1884. Notropis xaenocephalus (Jordan, 1877)
1885. Ochetobius elongatus (Kner, 1867)
1886. Oliotius oligolepis (Bleeker, 1853)
1887. Onychostoma alticorpus (Oshima, 1920)
1888. Onychostoma angustistomata (Fang, 1940)
1889. Onychostoma barbatulum (Pellegrin, 1908)
1890. Onychostoma barbatum (Lin, 1931)
1891. Onychostoma breve (Wu & Chen, 1977)
1892. Onychostoma daduense Ding, 1994
1893. Onychostoma elongatum (Pellegrin & Chevey, 1934)
1894. Onychostoma fangi Kottelat, 2000
1895. Onychostoma fusiforme Kottelat, 1998
1896. Onychostoma gerlachi (Peters, 1881)
1897. Onychostoma laticeps Günther, 1896
1898. Onychostoma lepturum (Boulenger, 1900)
1899. Onychostoma lini (Wu, 1939)
1900. Onychostoma macrolepis (Bleeker, 1871)
1901. Onychostoma meridionale Kottelat, 1998
1902. Onychostoma minnanensis Jang-Liaw & Chen, 2013
1903. Onychostoma ovale Pellegrin & Chevey, 1936
1904. Onychostoma rarum (Lin, 1933)
1905. Onychostoma simum (Sauvage & Dabry de Thiersant, 1874)
1906. Onychostoma uniforme (Mai, 1978)
1907. Onychostoma virgulatum Xin, Zhang & Cao, 2009
1908. Opsaridium boweni (Fowler, 1930)
1909. Opsaridium engrauloides (Nichols, 1923)
1910. Opsaridium leleupi (Matthes, 1965)
1911. Opsaridium loveridgii (Norman, 1922)
1912. Opsaridium maculicauda (Pellegrin, 1926)
1913. Opsaridium microcephalum 	(Günther, 1864)
1914. Opsaridium microlepis (Günther, 1864)
1915. Opsaridium peringueyi (Gilchrist & Thompson, 1913)
1916. Opsaridium splendens Taverne & De Vos, 1997
1917. Opsaridium tweddleorum Skelton, 1996
1918. Opsaridium ubangiense (Pellegrin, 1901)
1919. Opsaridium zambezense (Peters, 1852)
1920. Opsariichthys bea Nguyen, 1987
1921. Opsariichthys bidens Günther, 1873
1922. Opsariichthys dienbienensis Nguyen & Nguyen, 2000
1923. Opsariichthys duchuunguyeni Huynh & Chen, 2014
1924. Opsariichthys evolans (Jordan & Evermann, 1902)
1925. Opsariichthys hainanensis Nichols & Pope, 1927
1926. Opsariichthys hieni Nguyen, 1987
1927. Opsariichthys kaopingensis Chen & Wu, 2009
1928. Opsariichthys minutus Nichols, 1926
1929. Opsariichthys pachycephalus Günther, 1868
1930. Opsariichthys songmaensis Nguyen & Nguyen, 2000
1931. Opsariichthys uncirostris (Temminck & Schlegel, 1846)
1932. Opsarius barnoides (Vinciguerra, 1890)
1933. Opsarius cocsa (Hamilton, 1822)
1934. Opsarius koratensis (Smith, 1931)
1935. Opsarius pulchellus (Smith, 1931)
1936. Opsopoeodus emiliae emiliae Hay, 1881
1937. Opsopoeodus emiliae peninsularis (Gilbert & Bailey, 1972)
1938. Oregonichthys crameri (Snyder, 1908)
1939. Oregonichthys kalawatseti Markle, Pearsons & Bills, 1991
1940. Oreichthys andrewi Knight, 2014
1941. Oreichthys cosuatis (Hamilton, 1822)
1942. Oreichthys crenuchoides Schäfer, 2009
1943. Oreichthys parvus Smith, 1933
1944. Oreoleuciscus angusticephalus Bogutskaya, 2001
1945. Oreoleuciscus dsapchynensis Warpachowski, 1889
1946. Oreoleuciscus humilis Warpachowski, 1889
1947. Oreoleuciscus potanini (Kessler, 1879)
1948. Orthodon microlepidotus (Ayres, 1854)
1949. Osteobrama alfredianus (Valenciennes, 1844)
1950. Osteobrama bakeri (Day, 1873)
1951. Osteobrama belangeri (Valenciennes, 1844)
1952. Osteobrama bhimensis Singh & Yazdani, 1992
1953. Osteobrama cotio (Hamilton, 1822)
1954. Osteobrama cunma (Day, 1888)
1955. Osteobrama feae Vinciguerra, 1890
1956. Osteobrama neilli (Day, 1873)
1957. Osteobrama peninsularis Silas, 1952
1958. Osteobrama vigorsii (Sykes, 1839)
1959. Osteochilichthys brevidorsalis (Day, 1873)
1960. Osteochilichthys thomassi (Day, 1877)
1961. Osteochilus bellus Popta, 1904
1962. Osteochilus bleekeri Kottelat, 2008
1963. Osteochilus borneensis (Bleeker, 1856)
1964. Osteochilus brachynotopteroides Chevey, 1934
1965. Osteochilus chini Karnasuta, 1993
1966. Osteochilus enneaporos (Bleeker, 1852)
1967. Osteochilus flavicauda Kottelat & Tan, 2009
1968. Osteochilus harrisoni Fowler, 1905
1969. Osteochilus ingeri Karnasuta, 1993
1970. Osteochilus intermedius Weber & de Beaufort, 1916
1971. Osteochilus jeruk Hadiaty & Siebert, 1998
1972. Osteochilus kahajanensis (Bleeker, 1856)
1973. Osteochilus kappenii (Bleeker, 1856)
1974. Osteochilus kelabau Popta, 1904
1975. Osteochilus kerinciensis 	Tan & Kottelat, 2009
1976. Osteochilus kuekenthali 	Ahl, 1922
1977. Osteochilus lini Fowler, 1935
1978. Osteochilus longidorsalis (Pethiyagoda & Kottelat, 1994)
1979. Osteochilus melanopleurus (Bleeker, 1852)
1980. Osteochilus microcephalus (Valenciennes, 1842)
1981. Osteochilus nashii (Day, 1869)
1982. Osteochilus partilineatus Kottelat, 1995
1983. Osteochilus pentalineatus Kottelat, 1982
1984. Osteochilus repang Popta, 1904
1985. Osteochilus salsburyi Nichols & Pope, 1927
1986. Osteochilus sarawakensis 	Karnasuta, 1993
1987. Osteochilus scapularis Fowler, 1939
1988. Osteochilus schlegelii (Bleeker, 1851)
1989. Osteochilus serokan Hadiaty & Siebert, 1998
1990. Osteochilus sondhii Hora & Mukerji, 1934
1991. Osteochilus spilurus (Bleeker, 1851)
1992. Osteochilus striatus Kottelat, 1998
1993. Osteochilus vittatoides Popta, 1904
1994. Osteochilus vittatus (Valenciennes, 1842)
1995. Osteochilus waandersii (Bleeker, 1853)
1996. Oxygaster anomalura Van Hasselt, 1823
1997. Oxygaster pointoni (Fowler, 1934)
1998. Oxygymnocypris stewartii (Lloyd, 1908)
1999. Pachychilon macedonicum (Steindachner, 1892)
2000. Pachychilon pictum (Heckel & Kner, 1858)
2001. Paedocypris carbunculus 	Britz & Kottelat, 2008
2002. Paedocypris micromegethes Kottelat, Britz, Tan & Witte, 2006
2003. Paedocypris progenetica Kottelat, Britz, Tan & Witte, 2006
2004. Parabramis pekinensis (Basilewsky, 1855)
2005. Paracanthobrama guichenoti Bleeker, 1864
2006. Parachela cyanea Kottelat, 1995
2007. Parachela hypophthalmus (Bleeker, 1860)
2008. Parachela ingerkongi (Bănărescu, 1969)
2009. Parachela maculicauda (Smith, 1934)
2010. Parachela oxygastroides (Bleeker, 1852)
2011. Parachela siamensis (Günther, 1868)
2012. Parachela williaminae Fowler, 1934
2013. Parachondrostoma arrigonis (Steindachner, 1866)
2014. Parachondrostoma miegii (Steindachner, 1866)
2015. Parachondrostoma toxostoma (Vallot, 1837)
2016. Parachondrostoma turiensis (Elvira, 1987)
2017. Paracrossochilus acerus Inger & Chin, 1962
2018. Paracrossochilus vittatus (Boulenger, 1894)
2019. Paralaubuca barroni (Fowler, 1934)
2020. Paralaubuca harmandi Sauvage, 1883
2021. Paralaubuca riveroi (Fowler, 1935)
2022. Paralaubuca stigmabrachium (Fowler, 1934)
2023. Paralaubuca typus Bleeker, 1864
2024. Paraleucogobio notacanthus Berg, 1907
2025. Parapsilorhynchus discophorus Hora, 1921
2026. Parapsilorhynchus elongatus Singh, 1994
2027. Parapsilorhynchus prateri Hora & Misra, 1938
2028. Parapsilorhynchus tentaculatus (Annandale, 1919)
2029. Paraqianlabeo lineatus Zhao, Sullivan, Zhang & Peng, 2014
2030. Pararasbora moltrechti Regan, 1908
2031. Pararhinichthys bowersi (Goldsborough & Clark, 1908)
2032. Parasikukia maculata Doi, 2000
2033. Parasinilabeo assimilis 	Wu & Yao, 1977
2034. Parasinilabeo longibarbus Zhu, Lan & Zhang, 2006
2035. Parasinilabeo longicorpus Zhang, 2000
2036. Parasinilabeo longiventralis Huang, Chen & Yang, 2007
2037. Parasinilabeo maculatus Zhang, 2000
2038. Parasinilabeo microps (Su, Yang & Cui, 2001)
2039. Paraspinibarbus macracanthus (Pellegrin & Chevey, 1936)
2040. Parasqualidus maii Doi, 2000
2041. Parator zonatus (Lin, 1935)
2042. Parazacco fasciatus (Koller, 1927)
2043. Parazacco spilurus (Günther, 1868)
2044. Pectenocypris balaena Roberts, 1989
2045. Pectenocypris korthausae Kottelat, 1982
2046. Pectenocypris micromysticetus Tan & Kottelat, 2009
2047. Pelasgus epiroticus (Steindachner, 1895)
2048. Pelasgus laconicus (Kottelat & Barbieri, 2004)
2049. Pelasgus marathonicus (Vinciguerra, 1921)
2050. Pelasgus minutus (Karaman, 1924)
2051. Pelasgus prespensis (Karaman, 1924)
2052. Pelasgus stymphalicus (Valenciennes, 1844)
2053. Pelasgus thesproticus (Stephanidis, 1939)
2054. Pelecus cultratus (Linnaeus, 1758)
2055. Percocypris pingi (Tchang, 1930)
2056. Percocypris regani (Tchang, 1935)
2057. Percocypris tchangi (Pellegrin & Chevey, 1936)
2058. Pethia atra (Linthoingambi & Vishwanath, 2007)
2059. Pethia aurea Knight, 2013
2060. Pethia bandula (Kottelat & Pethiyagoda, 1991)
2061. Pethia canius (Hamilton, 1822)
2062. Pethia conchonius (Hamilton, 1822)
2063. Pethia cumingii (Günther, 1868)
2064. Pethia didi (Kullander & Fang, 2005)
2065. Pethia erythromycter (Kullander, 2008)
2066. Pethia expletiforis Dishma & Vishwanath, 2013
2067. Pethia gelius (Hamilton, 1822)
2068. Pethia guganio (Hamilton, 1822)
2069. Pethia khugae (Linthoingambi & Vishwanath, 2007)
2070. Pethia longicauda Katwate, Paingankar, Raghavan & Dahanukar, 2014
2071. Pethia lutea Katwate, Katwate, Raghavan, Paingankar & Dahanukar, 2014
2072. Pethia macrogramma (Kullander, 2008)
2073. Pethia manipurensis (Menon, Rema Devi & Vishwanath, 2000)
2074. Pethia meingangbii (Arunkumar & Tombi Singh, 2003)
2075. Pethia melanomaculata (Deraniyagala, 1956)
2076. Pethia muvattupuzhaensis 	(Jameela Beevi & Ramachandran, 2005)
2077. Pethia nankyweensis (Kullander, 2008)
2078. Pethia narayani (Hora, 1937)
2079. Pethia nigripinna (Knight, Rema Devi, Indra & Arunachalam, 2012)
2080. Pethia nigrofasciata (Günther, 1868)
2081. Pethia ornatus (Vishwanath & Laisram, 2004)
2082. Pethia padamya (Kullander & Britz, 2008)
2083. Pethia phutunio (Hamilton, 1822)
2084. Pethia pookodensis (Mercy & Jacob, 2007)
2085. Pethia punctata (Day, 1865)
2086. Pethia reval (Meegaskumbura, Silva, Maduwage & Pethiyagoda, 2008)
2087. Pethia rutila Lalramliana, Knight & Laltlanhlua, 2014
2088. Pethia setnai (Chhapgar & Sane, 1992)
2089. Pethia shalynius (Yazdani & Talukdar, 1975)
2090. Pethia sharmai (Menon & Rema Devi, 1993)
2091. Pethia stoliczkana (Day, 1871)
2092. Pethia thelys (Kullander, 2008)
2093. Pethia tiantian (Kullander & Fang, 2005)
2094. Pethia ticto (Hamilton, 1822)
2095. Pethia yuensis (Arunkumar & Tombi Singh, 2003)
2096. Petroleuciscus borysthenicus (Kessler, 1859)
2097. Petroleuciscus esfahani Coad & Bogutskaya, 2010
2098. Petroleuciscus kurui (Bogutskaya, 1995)
2099. Petroleuciscus smyrnaeus (Boulenger, 1896)
2100. Phenacobius catostomus Jordan, 1877
2101. Phenacobius crassilabrum 	Minckley & Craddock, 1962
2102. Phenacobius mirabilis (Girard, 1856)
2103. Phenacobius teretulus Cope, 1867
2104. Phenacobius uranops Cope, 1867
2105. Phoxinellus alepidotus Heckel, 1843
2106. Phoxinellus dalmaticus Zupančič & Bogutskaya, 2000
2107. Phoxinellus pseudalepidotus Bogutskaya & Zupančič, 2003
2108. Phoxinus bigerri Kottelat, 2007
2109. Phoxinus brachyurus Berg, 1912
2110. Phoxinus colchicus Berg, 1910
2111. Phoxinus grumi Berg, 1907
2112. Phoxinus issykkulensis Berg, 1912
2113. Phoxinus jouyi (Jordan & Snyder, 1901)
2114. Phoxinus keumkang (Chyung, 1977)
2115. Phoxinus kumgangensis Kim, 1980
2116. Phoxinus lumaireul (Schinz, 1840)
2117. Phoxinus oxyrhynchus (Mori, 1930)
2118. Phoxinus phoxinus (Linnaeus, 1758)
2119. Phoxinus semotilus (Jordan & Starks, 1905)
2120. Phoxinus septimaniae Kottelat, 2007
2121. Phoxinus steindachneri Sauvage, 1883
2122. Phoxinus strandjae Drensky, 1926
2123. Phoxinus strymonicus Kottelat, 2007
2124. Phoxinus tchangi 	Chen, 1988
2125. Phoxinus ujmonensis Kaschenko, 1899
2126. Phreatichthys andruzzii 	Vinciguerra, 1924
2127. Pimephales notatus (Rafinesque, 1820)
2128. Pimephales promelas Rafinesque, 1820
2129. Pimephales tenellus (Girard, 1856)
2130. Pimephales vigilax (Baird & Girard, 1853)
2131. Placocheilus caudofasciatus (Pellegrin & Chevey, 1936)
2132. Placocheilus cryptonemus 	Cui & Li, 1984
2133. Placocheilus dulongensis Chen, Pan, Xiao & Yang, 2012
2134. Placocheilus robustus Zhang, He & Chen, 2002
2135. Placogobio bacmeensis Nguyen & Vo, 2001
2136. Placogobio nahangensis Nguyen, 2001
2137. Plagiognathops microlepis (Bleeker, 1871)
2138. Plagopterus argentissimus Cope, 1874
2139. Platygobio gracilis (Richardson, 1836)
2140. Platypharodon extremus Herzenstein, 1891
2141. Platysmacheilus exiguus (Lin, 1932)
2142. Platysmacheilus longibarbatus Lu, Luo & Chen, 1977
2143. Platysmacheilus nudiventris Luo, Le & Chen, 1977
2144. Platysmacheilus zhenjiangensis 	Ni, Chen & Zhou, 2005
2145. Pogobrama barbatula (Luo & Huang, 1985)
2146. Pogonichthys ciscoides Hopkirk, 1974
2147. Pogonichthys macrolepidotus (Ayres, 1854)
2148. Poropuntius alloiopleurus (Vaillant, 1893)
2149. Poropuntius angustus Kottelat, 2000
2150. Poropuntius bantamensis (Rendahl, 1920)
2151. Poropuntius birtwistlei (Herre, 1940)
2152. Poropuntius bolovenensis	Roberts, 1998
2153. Poropuntius brevispinus (Nguyen & Doan, 1969)
2154. Poropuntius burtoni (Mukerji, 1933)
2155. Poropuntius carinatus (Wu & Lin, 1977)
2156. Poropuntius chondrorhynchus (Fowler, 1934)
2157. Poropuntius chonglingchungi (Tchang, 1938)
2158. Poropuntius cogginii (Chaudhuri, 1911)
2159. Poropuntius consternans Kottelat, 2000
2160. Poropuntius daliensis (Wu & Lin, 1977)
2161. Poropuntius deauratus (Valenciennes, 1842)
2162. Poropuntius exiguus (Wu & Lin, 1977)
2163. Poropuntius faucis (Smith, 1945)
2164. Poropuntius fuxianhuensis (Wang, Zhuang & Gao, 1982)
2165. Poropuntius genyognathus Roberts, 1998
2166. Poropuntius hampaloides (Vinciguerra, 1890)
2167. Poropuntius hathe Roberts, 1998
2168. Poropuntius heterolepidotus Roberts, 1998
2169. Poropuntius huangchuchieni (Tchang, 1962)
2170. Poropuntius huguenini (Bleeker, 1853)
2171. Poropuntius kontumensis (Chevey, 1934)
2172. Poropuntius krempfi (Pellegrin & Chevey, 1934)
2173. Poropuntius laoensis (Günther, 1868)
2174. Poropuntius lobocheiloides Kottelat, 2000
2175. Poropuntius margarianus (Anderson, 1879)
2176. Poropuntius melanogrammus Roberts, 1998
2177. Poropuntius normani Smith, 1931
2178. Poropuntius opisthopterus (Wu, 1977)
2179. Poropuntius rhomboides (Wu & Lin, 1977)
2180. Poropuntius scapanognathus Roberts, 1998
2181. Poropuntius shanensis (Hora & Mukerji, 1934)
2182. Poropuntius smedleyi (de Beaufort, 1933)
2183. Poropuntius solitus Kottelat, 2000
2184. Poropuntius speleops (Roberts, 1991)
2185. Poropuntius susanae (Banister, 1973)
2186. Poropuntius tawarensis (Weber & de Beaufort, 1916)
2187. Probarbus jullieni Sauvage, 1880
2188. Probarbus labeamajor Roberts, 1992
2189. Probarbus labeaminor Roberts, 1992
2190. Procypris mera Lin, 1933
2191. Procypris rabaudi (Tchang, 1930)
2192. Prolabeo batesi Norman, 1932
2193. Prolabeops melanhypopterus (Pellegrin, 1928)
2194. Prolabeops nyongensis Daget, 1984
2195. Protochondrostoma genei (Bonaparte, 1839)
2196. Protolabeo protolabeo Zhang, Zhao & Liu, 2010
2197. Pseudaspius leptocephalus (Pallas, 1776)
2198. Pseudobarbus afer (Peters, 1864)
2199. Pseudobarbus asper (Boulenger, 1911)
2200. Pseudobarbus burchelli (Smith, 1841)
2201. Pseudobarbus burgi (Boulenger, 1911)
2202. Pseudobarbus phlegethon (Barnard, 1938)
2203. Pseudobarbus quathlambae (Barnard, 1938)
2204. Pseudobarbus skeltoni Chakona & Swartz, 2013
2205. Pseudobarbus tenuis (Barnard, 1938)
2206. Pseudobarbus verloreni Chakona, Swartz & Skelton, 2014
2207. Pseudobrama simoni (Bleeker, 1864)
2208. Pseudochondrostoma duriense (Coelho, 1985)
2209. Pseudochondrostoma polylepis (Steindachner, 1864)
2210. Pseudochondrostoma willkommii (Steindachner, 1866)
2211. Pseudocrossocheilus liuchengensis (Liang, Liu & Wu, 1987)
2212. Pseudocrossocheilus longibullus (Su, Yang & Cui, 2003)
2213. Pseudocrossocheilus nigrovittatus (Su, Yang & Cui, 2003)
2214. Pseudocrossocheilus papillolabrus (Su, Yang & Cui, 2003)
2215. Pseudocrossocheilus tridentis (Cui & Chu, 1986)
2216. Pseudogobio banggiangensis Nguyen, 2001
2217. Pseudogobio esocinus (Temminck & Schlegel, 1846)
2218. Pseudogobio guilinensis Yao & Yang, 1977
2219. Pseudogobio vaillanti (Sauvage, 1878)
2220. Pseudogyrinocheilus longisulcus Zheng, Chen & Yang, 2010
2221. Pseudogyrinocheilus prochilus (Sauvage & Dabry de Thiersant, 1874)
2222. Pseudohemiculter dispar (Peters, 1881)
2223. Pseudohemiculter hainanensis (Boulenger, 1900)
2224. Pseudohemiculter kweichowensis (Tang, 1942)
2225. Pseudohemiculter pacboensis Nguyen, 2001
2226. Pseudolaubuca engraulis (Nichols, 1925)
2227. Pseudolaubuca hotaya Mai, 1978
2228. Pseudolaubuca jouyi (Jordan & Starks, 1905)
2229. Pseudolaubuca sinensis Bleeker, 1864
2230. Pseudophoxinus alii Küçük, 2007
2231. Pseudophoxinus anatolicus (Hankó, 1925)
2232. Pseudophoxinus antalyae Bogutskaya, 1992
2233. Pseudophoxinus atropatenus (Derjavin, 1937)
2234. Pseudophoxinus battalgilae Bogutskaya, 1997
2235. Pseudophoxinus burduricus Küçük, Gülle, Güçlü, Çiftçi &  Erdoĝan, 2013
2236. Pseudophoxinus callensis (Guichenot, 1850)
2237. Pseudophoxinus caralis (Battalgil, 1942)
2238. Pseudophoxinus crassus (Ladiges, 1960)
2239. Pseudophoxinus drusensis (Pellegrin, 1933)
2240. Pseudophoxinus egridiri (Karaman, 1972)
2241. Pseudophoxinus elizavetae Bogutskaya, Küçük & Atalay, 2006
2242. Pseudophoxinus evliyae Freyhof & Özulu?, 2010
2243. Pseudophoxinus fahrettini Freyhof & Özulu?, 2010
2244. Pseudophoxinus firati Bogutskaya, Küçük & Atalay, 2006
2245. Pseudophoxinus handlirschi (Pietschmann, 1933)
2246. Pseudophoxinus hasani Krupp, 1992
2247. Pseudophoxinus hittitorum Freyhof & Özulu?, 2010
2248. Pseudophoxinus kervillei (Pellegrin, 1911)
2249. Pseudophoxinus libani (Lortet, 1883)
2250. Pseudophoxinus maeandri (Ladiges, 1960)
2251. Pseudophoxinus maeandricus (Ladiges, 1960)
2252. Pseudophoxinus ninae Freyhof & Özulug, 2006
2253. Pseudophoxinus punicus (Pellegrin, 1920)
2254. Pseudophoxinus sojuchbulagi (Abdurakhmanov, 1950)
2255. Pseudophoxinus syriacus (Lortet, 1883)
2256. Pseudophoxinus turani Küçük & Güçlü, 2014
2257. Pseudophoxinus zekayi Bogutskaya, Küçük & Atalay, 2006
2258. Pseudophoxinus zeregi (Heckel, 1843)
2259. Pseudopungtungia nigra Mori, 1935
2260. Pseudopungtungia tenuicorpus Jeon & Choi, 1980
2261. Pseudorasbora elongata Wu, 1939
2262. Pseudorasbora interrupta Xiao, Lan & Chen, 2007
2263. Pseudorasbora parva (Temminck & Schlegel, 1846)
2264. Pseudorasbora pumila Miyadi, 1930
2265. Pteronotropis euryzonus (Suttkus, 1955)
2266. Pteronotropis grandipinnis (Jordan, 1877)
2267. Pteronotropis hubbsi (Bailey & Robison, 1978)
2268. Pteronotropis hypselopterus (Günther, 1868)
2269. Pteronotropis merlini (Suttkus & Mettee, 2001)
2270. Pteronotropis metallicus (Jordan & Meek, 1884)
2271. Pteronotropis signipinnis (Bailey & Suttkus, 1952)
2272. Pteronotropis stonei (Fowler, 1921)
2273. Pteronotropis welaka (Evermann & Kendall, 1898)
2274. Ptychidio jordani Myers, 1930
2275. Ptychidio longibarbus Chen & Chen, 1989
2276. Ptychidio macrops Fang, 1981
2277. Ptychobarbus chungtienensis (Tsao, 1964)
2278. Ptychobarbus conirostris Steindachner, 1866
2279. Ptychobarbus dipogon (Regan, 1905)
2280. Ptychobarbus kaznakovi Nikolskii, 1903
2281. Ptychocheilus grandis (Ayres, 1854)
2282. Ptychocheilus lucius Girard, 1856
2283. Ptychocheilus oregonensis (Richardson, 1836)
2284. Ptychocheilus umpquae Snyder, 1908
2285. Pungtungia herzi Herzenstein, 1892
2286. Pungtungia hilgendorfi (Jordan & Fowler, 1903)
2287. Pungtungia shiraii Oshima, 1957
2288. Puntigrus anchisporus (Vaillant, 1902)
2289. Puntigrus navjotsodhii (Tan, 2012)
2290. Puntigrus partipentazona (Fowler, 1934)
2291. Puntigrus pulcher (Rendahl, 1922)
2292. Puntigrus tetrazona (Bleeker, 1855)
2293. Puntioplites bulu (Bleeker, 1851)
2294. Puntioplites falcifer Smith, 1929
2295. Puntioplites proctozystron (Bleeker, 1865)
2296. Puntioplites waandersi (Bleeker, 1859)
2297. Puntius ambassis (Day, 1869)
2298. Puntius amphibius (Valenciennes, 1842)
2299. Puntius aphya (Günther, 1868)
2300. Puntius arenatus 	(Day, 1878)
2301. Puntius aurotaeniatus (Tirant, 1885)
2302. Puntius banksi Herre, 1940
2303. Puntius bantolanensis (Day, 1914)
2304. Puntius bimaculatus (Bleeker, 1863)
2305. Puntius bramoides (Valenciennes, 1842)
2306. Puntius brevis (Bleeker, 1849)
2307. Puntius bunau Rachmatika, 2005
2308. Puntius burmanicus (Day, 1878)
2309. Puntius cauveriensis (Hora, 1937)
2310. Puntius chelynoides (McClelland, 1839)
2311. Puntius chola (Hamilton, 1822)
2312. Puntius crescentus Yazdani & Singh, 1994
2313. Puntius deccanensis Yazdani & Babu Rao, 1976
2314. Puntius dolichopterus Plamoottil, 2015
2315. Puntius dorsalis (Jerdon, 1849)
2316. Puntius dorsimaculatus (Ahl, 1923)
2317. Puntius dunckeri 	(Ahl, 1929)
2318. Puntius everetti (Boulenger, 1894)
2319. Puntius fraseri (Hora & Misra, 1938)
2320. Puntius kamalika Silva, Maduwage & Pethiyagoda, 2008
2321. Puntius kelumi Pethiyagoda, Silva, Maduwage & Meegaskumbura, 2008
2322. Puntius khohi Dobriyal, Singh, Uniyal, Joshi, Phurailatpam & Bisht, 2004
2323. Puntius lateristriga (Valenciennes, 1842)
2324. Puntius layardi (Günther, 1868)
2325. Puntius madhusoodani Krishnakumar, Benno Pereira & Radhakrishnan, 2012
2326. Puntius mahecola (Valenciennes, 1844)
2327. Puntius masyai Smith, 1945
2328. Puntius melanostigma (Day, 1878)
2329. Puntius microps (Günther, 1868)
2330. Puntius morehensis Arunkumar & Tombi Singh, 1998
2331. Puntius mudumalaiensis Menon & Rema Devi, 1992
2332. Puntius muzaffarpurensis Srivastava, Verma & Sharma, 1977
2333. Puntius nangalensis Jayaram, 1990
2334. Puntius nelsoni Plamoottil, 2014
2335. Puntius nigronotus Plamoottil, 2015
2336. Puntius ophicephalus (Raj, 1941)
2337. Puntius parrah Day, 1865
2338. Puntius paucimaculatus Wang & Ni, 1982
2339. Puntius pugio Kullander, 2008
2340. Puntius punjabensis (Day, 1871)
2341. Puntius puntio (Hamilton, 1822)
2342. Puntius rhombeus Kottelat, 2000
2343. Puntius sachsii (Ahl, 1923)
2344. Puntius sahyadriensis Silas, 1953
2345. Puntius schanicus (Boulenger, 1893)
2346. Puntius sealei (Herre, 1933)
2347. Puntius semifasciolatus (Günther, 1868)
2348. Puntius snyderi Oshima, 1919
2349. Puntius sophore (Hamilton, 1822)
2350. Puntius sophoroides (Günther, 1868)
2351. Puntius spilopterus (Fowler, 1934)
2352. Puntius takhoaensis Nguyen & Doan, 1969
2353. Puntius terio (Hamilton, 1822)
2354. Puntius tetraspilus (Günther, 1868)
2355. Puntius thermalis (Valenciennes, 1844)
2356. Puntius thomassi 	(Day, 1874)
2357. Puntius titteya Deraniyagala, 1929
2358. Puntius viridis Plamoottil & Abraham, 2014
2359. Puntius vittatus Day, 1865
2360. Puntius waageni (Day, 1872)
2361. Qianlabeo striatus Zhang & Chen, 2004
2362. Racoma ramzani Javed, Azizullah & Pervaiz, 2012
2363. Raiamas ansorgii (Boulenger, 1910)
2364. Raiamas batesii (Boulenger, 1914)
2365. Raiamas bola (Hamilton, 1822)
2366. Raiamas buchholzi (Peters, 1876)
2367. Raiamas christyi (Boulenger, 1920)
2368. Raiamas guttatus (Day, 1870)
2369. Raiamas intermedius (Boulenger, 1915)
2370. Raiamas kheeli Stiassny, Schelly & Schliewen, 2006
2371. Raiamas levequei Howes & Teugels, 1989
2372. Raiamas longirostris (Boulenger, 1902)
2373. Raiamas moorii (Boulenger, 1900)
2374. Raiamas nigeriensis (Daget, 1959)
2375. Raiamas salmolucius (Nichols & Griscom, 1917)
2376. Raiamas scarciensis Howes & Teugels, 1989
2377. Raiamas senegalensis (Steindachner, 1870)
2378. Raiamas shariensis (Fowler, 1949)
2379. Raiamas steindachneri (Pellegrin, 1908)
2380. Rasbora amplistriga Kottelat, 2000
2381. Rasbora api Lumbantobing, 2010
2382. Rasbora aprotaenia Hubbs & Brittan, 1954
2383. Rasbora argyrotaenia (Bleeker, 1849)
2384. Rasbora armitagei Silva, Maduwage & Pethiyagoda, 2010
2385. Rasbora arundinata Lumbantobing, 2014
2386. Rasbora atranus Kottelat & Tan, 2011
2387. Rasbora atridorsalis Kottelat & Chu, 1987
2388. Rasbora aurotaenia Tirant, 1885
2389. Rasbora baliensis Hubbs & Brittan, 1954
2390. Rasbora bankanensis (Bleeker, 1853)
2391. Rasbora beauforti Hardenberg, 1937
2392. Rasbora bindumatoga Lumbantobing, 2014
2393. Rasbora borapetensis Smith, 1934
2394. Rasbora borneensis Bleeker, 1860
2395. Rasbora bunguranensis Brittan, 1951
2396. Rasbora caudimaculata Volz, 1903
2397. Rasbora caverii (Jerdon, 1849)
2398. Rasbora cephalotaenia (Bleeker, 1852)
2399. Rasbora chrysotaenia Ahl, 1937
2400. Rasbora cryptica Kottelat & Tan, 2012
2401. Rasbora daniconius (Hamilton, 1822)
2402. Rasbora dies Kottelat, 2008
2403. Rasbora dorsinotata Kottelat, 1987
2404. Rasbora dusonensis (Bleeker, 1850)
2405. Rasbora einthovenii (Bleeker, 1851)
2406. Rasbora elegans Volz, 1903
2407. Rasbora ennealepis Roberts, 1989
2408. Rasbora everetti Boulenger, 1895
2409. Rasbora gerlachi Ahl, 1928
2410. Rasbora haru Lumbantobing, 2014
2411. Rasbora hobelmani Kottelat, 1984
2412. Rasbora hosii Boulenger, 1895
2413. Rasbora hubbsi Brittan, 1954
2414. Rasbora jacobsoni Weber & de Beaufort, 1916
2415. Rasbora johannae Siebert & Guiry, 1996
2416. Rasbora kalbarensis Kottelat, 1991
2417. Rasbora kalochroma (Bleeker, 1851)
2418. Rasbora kluetensis Lumbantobing, 2010
2419. Rasbora kobonensis Chaudhuri, 1913
2420. Rasbora kottelati Lim, 1995
2421. Rasbora labiosa Mukerji, 1935
2422. Rasbora lacrimula Hadiaty & Kottelat, 2009
2423. Rasbora lateristriata (Bleeker, 1854)
2424. Rasbora laticlavia Siebert & Richardson, 1997
2425. Rasbora leptosoma (Bleeker, 1855)
2426. Rasbora maninjau Lumbantobing, 2014
2427. Rasbora meinkeni de Beaufort, 1931
2428. Rasbora myersi Brittan, 1954
2429. Rasbora naggsi Silva, Maduwage & Pethiyagoda, 2010
2430. Rasbora nematotaenia Hubbs & Brittan, 1954
2431. Rasbora nodulosa 	Lumbantobing, 2010
2432. Rasbora notura Kottelat, 2005
2433. Rasbora ornata Vishwanath & Laisram, 2005
2434. Rasbora patrickyapi Tan, 2009
2435. Rasbora paucisqualis Ahl, 1935
2436. Rasbora paviana Tirant, 1885
2437. Rasbora philippina Günther, 1880
2438. Rasbora rasbora (Hamilton, 1822)
2439. Rasbora reticulata Weber & de Beaufort, 1915
2440. Rasbora rheophila Kottelat, 2012
2441. Rasbora rubrodorsalis Donoso-Büchner & Schmidt, 1997
2442. Rasbora rutteni Weber & de Beaufort, 1916
2443. Rasbora sarawakensis Brittan, 1951
2444. Rasbora semilineata Weber & de Beaufort, 1916
2445. Rasbora septentrionalis Kottelat, 2000
2446. Rasbora spilotaenia Hubbs & Brittan, 1954
2447. Rasbora steineri Nichols & Pope, 1927
2448. Rasbora subtilis Roberts, 1989
2449. Rasbora sumatrana (Bleeker, 1852)
2450. Rasbora tawarensis Weber & de Beaufort, 1916
2451. Rasbora taytayensis Herre, 1924
2452. Rasbora tobana Ahl, 1934
2453. Rasbora tornieri Ahl, 1922
2454. Rasbora trifasciata Popta, 1905
2455. Rasbora trilineata Steindachner, 1870
2456. Rasbora truncata 	Lumbantobing, 2010
2457. Rasbora tubbi Brittan, 1954
2458. Rasbora tuberculata Kottelat, 1995
2459. Rasbora vaillantii Popta, 1905
2460. Rasbora vietnamensis Vasil'eva & Vasil’ev, 2013
2461. Rasbora volzii Popta, 1905
2462. Rasbora vulcanus 	Tan, 1999
2463. Rasbora vulgaris 	Duncker, 1904
2464. Rasbora wilpita Kottelat & Pethiyagoda, 1991
2465. Rasborichthys helfrichii (Bleeker, 1856)
2466. Rasboroides vaterifloris (Deraniyagala, 1930)
2467. Rasbosoma spilocerca (Rainboth & Kottelat, 1987)
2468. Rastrineobola argentea (Pellegrin, 1904)
2469. Rectoris longibarbus Zhu, Zhang & Lan, 2012
2470. Rectoris longifinus Li, Mao & Lu, 2002
2471. Rectoris luxiensis Wu & Yao, 1977
2472. Rectoris mutabilis (Lin, 1933)
2473. Rectoris posehensis Lin, 1935
2474. Relictus solitarius Hubbs & Miller, 1972
2475. Rhinichthys atratulus (Hermann, 1804)
2476. Rhinichthys cataractae (Valenciennes, 1842)
2477. Rhinichthys cobitis (Girard, 1856)
2478. Rhinichthys deaconi Miller, 1984
2479. Rhinichthys evermanni Snyder, 1908
2480. Rhinichthys falcatus (Eigenmann & Eigenmann, 1893)
2481. Rhinichthys obtusus Agassiz, 1854
2482. Rhinichthys osculus (Girard, 1856)
2483. Rhinichthys umatilla (Gilbert & Evermann, 1894)
2484. Rhinogobio cylindricus Günther, 1888
2485. Rhinogobio hunanensis Tang, 1980
2486. Rhinogobio nasutus (Kessler, 1876)
2487. Rhinogobio typus Bleeker, 1871
2488. Rhinogobio ventralis Sauvage & Dabry de Thiersant, 1874
2489. Rhodeus albomarginatus Li & Arai, 2014
2490. Rhodeus amarus (Bloch, 1782)
2491. Rhodeus amurensis (Vronsky, 1967)
2492. Rhodeus atremius (Jordan & Thompson, 1914)
2493. Rhodeus colchicus Bogutskaya & Komlev, 2001
2494. Rhodeus fangi (Miao, 1934)
2495. Rhodeus haradai Arai, Suzuki & Shen, 1990
2496. Rhodeus laoensis Kottelat, Doi & Musikasinthorn, 1998
2497. Rhodeus lighti (Wu, 1931)
2498. Rhodeus meridionalis Karaman, 1924
2499. Rhodeus monguonensis (Li, 1989)
2500. Rhodeus notatus Nichols, 1929
2501. Rhodeus ocellatus (Kner, 1866)
2502. Rhodeus pseudosericeus Arai, Jeon & Ueda, 2001
2503. Rhodeus rheinardti (Tirant, 1883)
2504. Rhodeus sciosemus (Jordan & Thompson, 1914)
2505. Rhodeus sericeus (Pallas, 1776)
2506. Rhodeus shitaiensis Li & Arai, 2011
2507. Rhodeus sinensis 	Günther, 1868
2508. Rhodeus smithii (Regan, 1908)
2509. Rhodeus spinalis Oshima, 1926
2510. Rhodeus suigensis (Mori, 1935)
2511. Rhodeus uyekii (Mori, 1935)
2512. Rhynchocypris czekanowskii (Dybowski, 1869)
2513. Rhynchocypris dementjevi (Turdakov & Piskarev, 1954)
2514. Rhynchocypris lagowskii (Dybowski, 1869)
2515. Rhynchocypris oxycephalus (Sauvage & Dabry de Thiersant, 1874)
2516. Rhynchocypris percnurus (Pallas, 1814)
2517. Rhynchocypris poljakowii 	(Kessler, 1879)
2518. Richardsonius balteatus (Richardson, 1836)
2519. Richardsonius egregius (Girard, 1858)
2520. Rohtee ogilbii Sykes, 1839
2521. Rohteichthys microlepis (Bleeker, 1850)
2522. Romanogobio albipinnatus 	(Lukasch, 1933)
2523. Romanogobio amplexilabris (Bănărescu & Nalbant, 1973)
2524. Romanogobio antipai (Bănărescu, 1953)
2525. Romanogobio banaticus (Bănărescu, 1960)
2526. Romanogobio belingi (Slastenenko, 1934)
2527. Romanogobio benacensis (Pollini, 1816)
2528. Romanogobio ciscaucasicus (Berg, 1932)
2529. Romanogobio elimeius (Kattoulas, Stephanidis & Economidis, 1973)
2530. Romanogobio johntreadwelli (Bănărescu & Nalbant, 1973)
2531. Romanogobio kesslerii (Dybowski, 1862)
2532. Romanogobio macropterus (Kamensky, 1901)
2533. Romanogobio parvus Naseka & Freyhof, 2004
2534. Romanogobio pentatrichus 	Naseka & Bogutskaya, 1998
2535. Romanogobio persus (Günther, 1899)
2536. Romanogobio tanaiticus Naseka, 2001
2537. Romanogobio tenuicorpus (Mori, 1934)
2538. Romanogobio uranoscopus (Agassiz, 1828)
2539. Romanogobio vladykovi (Fang, 1943)
2540. Rutilus caspicus (Yakovlev, 1870)
2541. Rutilus frisii (Nordmann, 1840)
2542. Rutilus heckelii (Nordmann, 1840)
2543. Rutilus kutum (Kamensky, 1901)
2544. Rutilus meidingeri (Heckel, 1851)
2545. Rutilus pigus (Lacepède, 1803)
2546. Rutilus rutilus (Linnaeus, 1758)
2547. Rutilus stoumboudae Bianco & Ketmaier, 2014
2548. Rutilus virgo (Heckel, 1852)
2549. Sahyadria chalakkudiensis (Menon, Rema Devi & Thobias, 1999)
2550. Sahyadria denisonii (Day, 1865)
2551. Salmophasia acinaces (Valenciennes, 1844)
2552. Salmophasia bacaila (Hamilton, 1822)
2553. Salmophasia balookee (Sykes, 1839)
2554. Salmophasia belachi (Jayaraj, Krishna Rao, Ravichandra Reddy, Shakuntala & Devaraj, 1999)
2555. Salmophasia boopis (Day, 1874)
2556. Salmophasia horai (Silas, 1951)
2557. Salmophasia novacula (Valenciennes, 1840)
2558. Salmophasia orissaensis (Bănărescu, 1968)
2559. Salmophasia phulo (Hamilton, 1822)
2560. Salmophasia punjabensis (Day, 1872)
2561. Salmophasia sardinella (Valenciennes, 1844)
2562. Salmophasia sladoni (Day, 1870)
2563. Salmophasia untrahi (Day, 1869)
2564. Sanagia velifera Holly, 1926
2565. Sarcocheilichthys biwaensis Hosoya, 1982
2566. Sarcocheilichthys caobangensis Nguyen & Vo, 2001
2567. Sarcocheilichthys czerskii (Berg, 1914)
2568. Sarcocheilichthys davidi (Sauvage, 1878)
2569. Sarcocheilichthys hainanensis Nichols & Pope, 1927
2570. Sarcocheilichthys kiangsiensis Nichols, 1930
2571. Sarcocheilichthys lacustris (Dybowski, 1872)
2572. Sarcocheilichthys nigripinnis morii Jordan & Hubbs, 1925
2573. Sarcocheilichthys nigripinnis nigripinnis (Günther, 1873)
2574. Sarcocheilichthys parvus Nichols, 1930
2575. Sarcocheilichthys sinensis Bleeker, 1871
2576. Sarcocheilichthys soldatovi (Berg, 1914)
2577. Sarcocheilichthys variegatus microoculus Mori, 1927
2578. Sarcocheilichthys variegatus variegatus (Temminck & Schlegel, 1846)
2579. Sarcocheilichthys variegatus wakiyae Mori, 1927
2580. Sarmarutilus rubilio (Bonaparte, 1837)
2581. Saurogobio dabryi Bleeker, 1871
2582. Saurogobio dumerili Bleeker, 1871
2583. Saurogobio gracilicaudatus Yao & Yang, 1977
2584. Saurogobio gymnocheilus Lo, Yao & Chen, 1998
2585. Saurogobio immaculatus Koller, 1927
2586. Saurogobio lissilabris Bănărescu & Nalbant, 1973
2587. Saurogobio xiangjiangensis Tang, 1980
2588. Sawbwa resplendens Annandale, 1918
2589. Scaphiodonichthys acanthopterus (Fowler, 1934)
2590. Scaphiodonichthys burmanicus Vinciguerra, 1890
2591. Scaphiodonichthys macracanthus (Pellegrin & Chevey, 1936)
2592. Scaphognathops bandanensis Boonyaratpalin & Srirungroj, 1971
2593. Scaphognathops stejnegeri (Smith, 1931)
2594. Scaphognathops theunensis Kottelat, 1998
2595. Scardinius acarnanicus Economidis, 1991
2596. Scardinius dergle Heckel & Kner, 1858
2597. Scardinius elmaliensis Bogutskaya, 1997
2598. Scardinius erythrophthalmus (Linnaeus, 1758)
2599. Scardinius graecus Stephanidis, 1937
2600. Scardinius hesperidicus 	Bonaparte, 1845
2601. Scardinius knezevici Bianco & Kottelat, 2005
2602. Scardinius plotizza Heckel & Kner, 1858
2603. Scardinius racovitzai Müller, 1958
2604. Scardinius scardafa (Bonaparte, 1837)
2605. Schismatorhynchos endecarhapis Siebert & Tjakrawidjaja, 1998
2606. Schismatorhynchos heterorhynchos (Bleeker, 1854)
2607. Schismatorhynchos holorhynchos Siebert & Tjakrawidjaja, 1998
2608. Schismatorhynchos nukta (Sykes, 1839)
2609. Schizocypris altidorsalis Bianco & Bănărescu, 1982
2610. Schizocypris brucei Regan, 1914
2611. Schizocypris ladigesi Karaman, 1969
2612. Schizopyge dainellii (Vinciguerra, 1916)
2613. Schizopyge niger (Heckel, 1838)
2614. Schizopygopsis anteroventris Wu & Tsao, 1989
2615. Schizopygopsis kessleri Herzenstein, 1891
2616. Schizopygopsis kialingensis Tsao & Tun, 1962
2617. Schizopygopsis malacanthus Herzenstein, 1891
2618. Schizopygopsis pylzovi Kessler, 1876
2619. Schizopygopsis stoliczkai Steindachner, 1866
2620. Schizopygopsis thermalis 	Herzenstein, 1891
2621. Schizopygopsis younghusbandi Regan, 1905
2622. Schizothorax argentatus Kessler, 1874
2623. Schizothorax beipanensis Yang, Chen & Yang, 2009
2624. Schizothorax biddulphi Günther, 1876
2625. Schizothorax chongi (Fang, 1936)
2626. Schizothorax cryptolepis 	Fu & Ye, 1984
2627. Schizothorax curvifrons Heckel, 1838
2628. Schizothorax curvilabiatus (Wu & Tsao, 1992)
2629. Schizothorax davidi (Sauvage, 1880)
2630. Schizothorax dolichonema 	Herzenstein, 1889
2631. Schizothorax dulongensis 	Huang, 1985
2632. Schizothorax edeniana McClelland, 1842
2633. Schizothorax elongatus Huang, 1985
2634. Schizothorax esocinus Heckel, 1838
2635. Schizothorax eurystomus Kessler, 1872
2636. Schizothorax gongshanensis Tsao, 1964
2637. Schizothorax grahami (Regan, 1904)
2638. Schizothorax griseus Pellegrin, 1931
2639. Schizothorax heteri Yang, Zhen, Chen & Yang, 2013
2640. Schizothorax heterochilus Ye & Fu, 1986
2641. Schizothorax heterophysallidos Yang, Chen & Yang, 2009
2642. Schizothorax huegelii Heckel, 1838
2643. Schizothorax integrilabiatus (Wu et al., 1992)
2644. Schizothorax kozlovi Nikolskii, 1903
2645. Schizothorax kumaonensis 	Menon, 1971
2646. Schizothorax labiatus (McClelland, 1842)
2647. Schizothorax labrosus Wang, Zhuang & Gao, 1981
2648. Schizothorax lantsangensis Tsao, 1964
2649. Schizothorax lepidothorax Yang, 1991
2650. Schizothorax leukus Yang, Zhen, Chen & Yang, 2013
2651. Schizothorax lissolabiatus Tsao, 1964
2652. Schizothorax longibarbus (Fang, 1936)
2653. Schizothorax macrophthalmus Terashima, 1984
2654. Schizothorax macropogon Regan, 1905
2655. Schizothorax malacanthus Huang, 1985
2656. Schizothorax meridionalis Tsao, 1964
2657. Schizothorax microcephalus Day, 1877
2658. Schizothorax microstomus Hwang, 1982
2659. Schizothorax molesworthi (Chaudhuri, 1913)
2660. Schizothorax myzostomus Tsao, 1964
2661. Schizothorax nasus Heckel, 1838
2662. Schizothorax nepalensis Terashima, 1984
2663. Schizothorax ninglangensis Wang, Zhang & Zhuang, 1981
2664. Schizothorax nudiventris Yang, Chen & Yang, 2009
2665. Schizothorax nukiangensis Tsao, 1964
2666. Schizothorax oconnori Lloyd, 1908
2667. Schizothorax oligolepis Huang, 1985
2668. Schizothorax parvus Tsao, 1964
2669. Schizothorax pelzami Kessler, 1870
2670. Schizothorax plagiostomus Heckel, 1838
2671. Schizothorax prenanti (Tchang, 1930)
2672. Schizothorax progastus (McClelland, 1839)
2673. Schizothorax prophylax Pietschmann, 1933
2674. Schizothorax pseudoaksaiensis issykkuli Berg, 1907
2675. Schizothorax pseudoaksaiensis pseudoaksaiensis Herzenstein, 1889
2676. Schizothorax raraensis Terashima, 1984
2677. Schizothorax richardsonii (Gray, 1832)
2678. Schizothorax rotundimaxillaris Wu & Wu, 1992
2679. Schizothorax sinensis Herzenstein, 1889
2680. Schizothorax skarduensis 	Mirza & Awan, 1978
2681. Schizothorax waltoni Regan, 1905
2682. Schizothorax wangchiachii (Fang, 1936)
2683. Schizothorax yunnanensis paoshanensis Tsao, 1964
2684. Schizothorax yunnanensis weiningensis Chen, 1998
2685. Schizothorax yunnanensis yunnanensis Norman, 1923
2686. Schizothorax zarudnyi (Nikolskii, 1897)
2687. Securicula gora (Hamilton, 1822)
2688. Semilabeo notabilis Peters, 1881
2689. Semilabeo obscurus Lin, 1981
2690. Semiplotus cirrhosus Chaudhuri, 1919
2691. Semiplotus manipurensis Vishwanath & Kosygin, 2000
2692. Semiplotus modestus Day, 1870
2693. Semotilus atromaculatus (Mitchill, 1818)
2694. Semotilus corporalis (Mitchill, 1817)
2695. Semotilus lumbee Snelson & Suttkus, 1978
2696. Semotilus thoreauianus Jordan, 1877
2697. Sikukia flavicaudata Chu & Chen, 1987
2698. Sikukia gudgeri (Smith, 1934)
2699. Sikukia longibarbata Li, Chen, Yang & Chen, 1998
2700. Sikukia stejnegeri Smith, 1931
2701. Sinibrama affinis (Vaillant, 1892)
2702. Sinibrama longianalis Xie, Xie & Zhang, 2003
2703. Sinibrama macrops (Günther, 1868)
2704. Sinibrama melrosei (Nichols & Pope, 1927)
2705. Sinibrama taeniatus (Nichols, 1941)
2706. Sinibrama wui (Rendahl, 1933)
2707. Sinigarra napoense Zhang & Zhou, 2012
2708. Sinilabeo binhluensis Nguyen, 2001
2709. Sinilabeo brevirostris Nguyen, 2001
2710. Sinilabeo cirrhinoides Wu & Lin, 1977
2711. Sinilabeo hummeli Zhang, Kullander & Chen, 2006
2712. Sinilabeo longibarbatus Chen & Zheng, 1988
2713. Sinilabeo longirostris Nguyen, 2001
2714. Sinocrossocheilus bamaensis (Fang, 1981)
2715. Sinocrossocheilus guizhouensis Wu, 1977
2716. Sinocrossocheilus labiatus Su, Yang & Cui, 2003
2717. Sinocrossocheilus megalophthalmus Chen, Yang & Cui, 2006
2718. Sinocyclocheilus altishoulderus (Li & Lan, 1992)
2719. Sinocyclocheilus anatirostris Lin & Luo, 1986
2720. Sinocyclocheilus angularis Zheng & Wang, 1990
2721. Sinocyclocheilus angustiporus Zheng & Xie, 1985
2722. Sinocyclocheilus anophthalmus Chen, Chu, Luo & Wu, 1988
2723. Sinocyclocheilus anshuiensis Gan, Wu, Wei & Yang, 2013
2724. Sinocyclocheilus aquihornes Li & Yang, 2007
2725. Sinocyclocheilus biangularis Wang, 1996
2726. Sinocyclocheilus bicornutus Wang & Liao, 1997
2727. Sinocyclocheilus brevibarbatus Zhao, Lan & Zhang, 2009
2728. Sinocyclocheilus brevifinus Li, Li & Mayden, 2014
2729. Sinocyclocheilus brevis Lan & Chen, 1992
2730. Sinocyclocheilus broadihornes Li & Mao, 2007
2731. Sinocyclocheilus cyphotergous (Dai, 1988)
2732. Sinocyclocheilus donglanensis Zhao, Watanabe & Zhang, 2006
2733. Sinocyclocheilus dongtangensis Zhou, Liu & Wang, 2011
2734. Sinocyclocheilus flexuosdorsalis Zhu & Zhu, 2012
2735. Sinocyclocheilus furcodorsalis Chen, Yang & Lan, 1997
2736. Sinocyclocheilus gracilicaudatus Zhao & Zhang, 2014
2737. Sinocyclocheilus gracilis Li & Li, 2014
2738. Sinocyclocheilus grahami (Regan, 1904)
2739. Sinocyclocheilus guanduensis Li & Xiao, 2004
2740. Sinocyclocheilus guilinensis Ji, 1985
2741. Sinocyclocheilus guishanensis Li, 2003
2742. Sinocyclocheilus hei Li & Xiao, 2004
2743. Sinocyclocheilus huanglongdongensis Li & Xiao, 2004
2744. Sinocyclocheilus huangtianensis Zhu, Zhu & Lan, 2011
2745. Sinocyclocheilus huaningensis Li, 1998
2746. Sinocyclocheilus huanjiangensis Wu, Gan & Li, 2010
2747. Sinocyclocheilus hugeibarbus Li & Ran, 2003
2748. Sinocyclocheilus hyalinus Chen & Yang, 1993
2749. Sinocyclocheilus jii Zhang & Dai, 1992
2750. Sinocyclocheilus jinxiensis Zheng, Xiu & Yang, 2013
2751. Sinocyclocheilus jiuxuensis Li & Lan, 2003
2752. Sinocyclocheilus lateristriatus 	Li, 1992
2753. Sinocyclocheilus liboensis Li, Chen & Ran, 2004
2754. Sinocyclocheilus lingyunensis Li, Xiao & Luo, 2000
2755. Sinocyclocheilus longibarbatus Wang & Chen, 1989
2756. Sinocyclocheilus longifinus Li, 1996
2757. Sinocyclocheilus luolouensis Lan, 2013
2758. Sinocyclocheilus luopingensis Li & Tao, 2002
2759. Sinocyclocheilus macrocephalus Li, 1985
2760. Sinocyclocheilus macrolepis Wang & Chen, 1989
2761. Sinocyclocheilus macrophthalmus Zhang & Zhao, 2001
2762. Sinocyclocheilus macroscalus Shen et al., 2000
2763. Sinocyclocheilus maculatus Li, 2000
2764. Sinocyclocheilus maitianheensis Li, 1992
2765. Sinocyclocheilus malacopterus Chu & Cui, 1985
2766. Sinocyclocheilus mashanensis Wu, Liao & Li, 2010
2767. Sinocyclocheilus microphthalmus Li, 1989
2768. Sinocyclocheilus multipunctatus (Pellegrin, 1931)
2769. Sinocyclocheilus oxycephalus Li, 1985
2770. Sinocyclocheilus purpureus Li, 1985
2771. Sinocyclocheilus qiubeiensis Li, 2002
2772. Sinocyclocheilus qujingensis Li, Mao & Lu, 2002
2773. Sinocyclocheilus rhinocerous Li & Tao, 1994
2774. Sinocyclocheilus robustus Chen & Zhao, 1988
2775. Sinocyclocheilus tianlinensis Zhou, Zhang & He, 2004
2776. Sinocyclocheilus tileihornes Mao, Lu & Li, 2003
2777. Sinocyclocheilus tingi Fang, 1936
2778. Sinocyclocheilus wui Li & Li, 2013
2779. Sinocyclocheilus wumengshanensis Li, Mao & Lu, 2003
2780. Sinocyclocheilus xichouensis Pan, Li, Yang & Chen, 2013
2781. Sinocyclocheilus xunlensis Lan, Zhao & Zhang, 2004
2782. Sinocyclocheilus yangzongensis Tsü & Chen, 1977
2783. Sinocyclocheilus yaolanensis Zhou, Li & Hou, 2009
2784. Sinocyclocheilus yimenensis Li & Xiao, 2005
2785. Sinocyclocheilus yishanensis Li & Lan, 1992
2786. Siphateles alvordensis (Hubbs & Miller, 1972)
2787. Siphateles bicolor (Girard, 1856)
2788. Siphateles boraxobius (Williams & Bond, 1980)
2789. Spinibarbus babeensis Nguyen, 2001
2790. Spinibarbus brevicephalus Nguyen & Nguyen, 1997
2791. Spinibarbus caldwelli (Nichols, 1925)
2792. Spinibarbus denticulatus (Oshima, 1926)
2793. Spinibarbus hollandi Oshima, 1919
2794. Spinibarbus maensis Nguyen, Duong & Tran, 2007
2795. Spinibarbus nammauensis Nguyen & Nguyen, 2001
2796. Spinibarbus ovalius Nguyen & Ngo, 2001
2797. Spinibarbus sinensis (Bleeker, 1871)
2798. Spinibarbus vittatus Nguyen & Nguyen, 1997
2799. Squalidus argentatus (Sauvage & Dabry de Thiersant, 1874)
2800. Squalidus atromaculatus (Nichols & Pope, 1927)
2801. Squalidus banarescui Chen & Chang, 2007
2802. Squalidus chankaensis biwae (Jordan & Snyder, 1900)
2803. Squalidus chankaensis chankaensis Dybowski, 1872
2804. Squalidus gracilis gracilis (Temminck & Schlegel, 1846)
2805. Squalidus gracilis majimae (Jordan & Hubbs, 1925)
2806. Squalidus homozonus (Günther, 1868)
2807. Squalidus iijimae (Oshima, 1919)
2808. Squalidus intermedius (Nichols, 1929)
2809. Squalidus japonicus coreanus (Berg, 1906)
2810. Squalidus japonicus japonicus (Sauvage, 1883)
2811. Squalidus mantschuricus (Mori, 1927)
2812. Squalidus minor (Harada, 1943)
2813. Squalidus multimaculatus Hosoya & Jeon, 1984
2814. Squalidus nitens (Günther, 1873)
2815. Squalidus wolterstorffi (Regan, 1908)
2816. Squaliobarbus curriculus (Richardson, 1846)
2817. Squalius adanaensis Turan, Kottelat & Do?an, 2013
2818. Squalius agdamicus Kamensky, 1901
2819. Squalius alburnoides (Steindachner, 1866)
2820. Squalius albus (Bonaparte, 1838)
2821. Squalius anatolicus (Bogutskaya, 1997)
2822. Squalius aphipsi (Aleksandrov, 1927)
2823. Squalius aradensis (Coelho, Bogutskaya, Rodrigues & Collares-Pereira, 1998)
2824. Squalius aristotelis Özulu? & Freyhof, 2011
2825. Squalius berak Heckel, 1843
2826. Squalius cappadocicus Özulu? & Freyhof, 2011
2827. Squalius carinus Özulu? & Freyhof, 2011
2828. Squalius carolitertii (Doadrio, 1988)
2829. Squalius castellanus Doadrio, Perea & Alonso, 2007
2830. Squalius cephaloides (Battalgil, 1942)
2831. Squalius cephalus (Linnaeus, 1758)
2832. Squalius cii (Richardson, 1857)
2833. Squalius fellowesii (Günther, 1868)
2834. Squalius ghigii (Gianferrari, 1927)
2835. Squalius illyricus Heckel & Kner, 1858
2836. Squalius irideus (Ladiges, 1960)
2837. Squalius janae Bogutskaya & Zupančič, 2010
2838. Squalius keadicus (Stephanidis, 1971)
2839. Squalius kosswigi (Karaman, 1972)
2840. Squalius kottelati Turan, Yilmaz & Kaya, 2009
2841. Squalius laietanus Doadrio, Kottelat & de Sostoa, 2007
2842. Squalius lepidus Heckel, 1843
2843. Squalius lucumonis (Bianco, 1983)
2844. Squalius malacitanus Doadrio & Carmona, 2006
2845. Squalius microlepis Heckel, 1843
2846. Squalius moreoticus (Stephanidis, 1971)
2847. Squalius orientalis Heckel, 1847
2848. Squalius orpheus Kottelat & Economidis, 2006
2849. Squalius pamvoticus (Stephanidis, 1939)
2850. Squalius peloponensis (Valenciennes, 1844)
2851. Squalius platyceps Zupančič, Marić, Naseka & Bogutskaya, 2010
2852. Squalius prespensis (Fowler, 1977)
2853. Squalius pursakensis (Hankó, 1925)
2854. Squalius pyrenaicus (Günther, 1868)
2855. Squalius recurvirostris Özulu? & Freyhof, 2011
2856. Squalius seyhanensis Turan, Kottelat & Do?an, 2013
2857. Squalius spurius Heckel, 1843
2858. Squalius squaliusculus Kessler, 1872
2859. Squalius squalus (Bonaparte, 1837)
2860. Squalius svallize Heckel & Kner, 1858
2861. Squalius tenellus Heckel, 1843
2862. Squalius torgalensis (Coelho, Bogutskaya, Rodrigues & Collares-Pereira, 1998)
2863. Squalius turcicus De Filippi, 1865
2864. Squalius ulanus (Günther, 1899)
2865. Squalius valentinus Doadrio & Carmona, 2006
2866. Squalius vardarensis Karaman, 1928
2867. Squalius zrmanjae Karaman, 1928
2868. Stenorynchoacrum xijiangensis Huang, Yang & Chen, 2014
2869. Striuntius lineatus (Duncker, 1904)
2870. Stypodon signifer Garman, 1881
2871. Sundadanio atomus Conway, Kottelat & Tan, 2011
2872. Sundadanio axelrodi (Brittan, 1976)
2873. Sundadanio echinus Conway, Kottelat & Tan, 2011
2874. Sundadanio gargula Conway, Kottelat & Tan, 2011
2875. Sundadanio goblinus Conway, Kottelat & Tan, 2011
2876. Sundadanio margarition Conway, Kottelat & Tan, 2011
2877. Sundadanio retiarius Conway, Kottelat & Tan, 2011
2878. Sundadanio rubellus Conway, Kottelat & Tan, 2011
2879. Systomus asoka (Kottelat & Pethiyagoda, 1989)
2880. Systomus chryseus Plamoottil, 2014[1]
2881. Systomus clavatus (McClelland, 1845)
2882. Systomus compressiformis (Cockerell, 1913)
2883. Systomus endecanalis (Roberts, 1989)
2884. Systomus immaculatus McClelland, 1839
2885. Systomus jacobusboehlkei (Fowler, 1958)
2886. Systomus jayarami (Vishwanath & Tombi Singh, 1986)
2887. Systomus martenstyni (Kottelat & Pethiyagoda, 1991)
2888. Systomus pleurotaenia (Bleeker, 1863)
2889. Systomus rubripinnis (Valenciennes, 1842)
2890. Systomus rufus Plamoottil, 2014[1]
2891. Systomus sarana (Hamilton, 1822)
2892. Systomus spilurus (Günther, 1868)
2893. Systomus timbiri (Deraniyagala, 1963)
2894. Tampichthys catostomops (Hubbs & Miller, 1977)
2895. Tampichthys dichromus (Hubbs & Miller, 1977)
2896. Tampichthys erimyzonops (Hubbs & Miller, 1974)
2897. Tampichthys ipni (Álvarez & Navarro, 1953)
2898. Tampichthys mandibularis (Contreras-Balderas & Verduzco-Martínez, 1977)
2899. Tampichthys rasconis (Jordan & Snyder, 1899)
2900. Tanakia himantegus (Günther, 1868)
2901. Tanakia koreensis (Kim & Kim, 1990)
2902. Tanakia lanceolata (Temminck & Schlegel, 1846)
2903. Tanakia latimarginata Kim, Jeon & Suk, 2014
2904. Tanakia limbata (Temminck & Schlegel, 1846)
2905. Tanakia shimazui (Tanaka, 1908)
2906. Tanakia signifer (Berg, 1907)
2907. Tanakia somjinensis (Kim & Kim, 1991)
2908. Tanakia tanago (Tanaka, 1909)
2909. Tanichthys albonubes Lin, 1932
2910. Tanichthys micagemmae Freyhof & Herder, 2001
2911. Tanichthys thacbaensis Nguyen & Ngo, 2001
2912. Telestes beoticus (Stephanidis, 1939)
2913. Telestes croaticus (Steindachner, 1866)
2914. Telestes dabar Bogutskaya, Zupančič, Bogut & Naseka, 2012
2915. Telestes fontinalis (Karaman, 1972)
2916. Telestes karsticus Marčić & Mrakovčić, 2011
2917. Telestes metohiensis (Steindachner, 1901)
2918. Telestes miloradi Bogutskaya, Zupančič, Bogut & Naseka, 2012
2919. Telestes montenigrinus (Vukovic, 1963)
2920. Telestes muticellus (Bonaparte, 1837)
2921. Telestes pleurobipunctatus (Stephanidis, 1939)
2922. Telestes polylepis Steindachner, 1866
2923. Telestes souffia (Risso, 1827)
2924. Telestes turskyi 	(Heckel, 1843)
2925. Telestes ukliva (Heckel, 1843)
2926. Thryssocypris ornithostoma Kottelat, 1991
2927. Thryssocypris smaragdinus Roberts & Kottelat, 1984
2928. Thryssocypris tonlesapensis Roberts & Kottelat, 1984
2929. Thryssocypris wongrati Grudpan & Grudpan, 2012
2930. Thynnichthys polylepis Bleeker, 1860
2931. Thynnichthys sandkhol (Sykes, 1839)
2932. Thynnichthys thynnoides (Bleeker, 1852)
2933. Thynnichthys vaillanti Weber & de Beaufort, 1916
2934. Tinca tinca (Linnaeus, 1758)
2935. Tor ater Roberts, 1999
2936. Tor barakae Arunkumar & Basudha, 2003
2937. Tor douronensis (Valenciennes, 1842)
2938. Tor hemispinus Chen & Chu, 1985
2939. Tor khudree (Sykes, 1839)
2940. Tor kulkarnii Menon, 1992
2941. Tor laterivittatus Zhou & Cui, 1996
2942. Tor macrolepis (Heckel, 1838)
2943. Tor malabaricus (Jerdon, 1849)
2944. Tor polylepis Zhou & Cui, 1996
2945. Tor putitora (Hamilton, 1822)
2946. Tor qiaojiensis Wu, 1977
2947. Tor remadevii Madhusoodana Kurup & Radhakrishnan, 2011
2948. Tor sinensis Wu, 1977
2949. Tor soro (Valenciennes, 1842)
2950. Tor tambra (Valenciennes, 1842)
2951. Tor tambroides (Bleeker, 1854)
2952. Tor tor (Hamilton, 1822)
2953. Tor yingjiangensis Chen & Yang, 2004
2954. Tor yunnanensis (Wang, Zhuang & Gao, 1982)
2955. Toxabramis argentifer Abbott, 1901
2956. Toxabramis hoffmanni Lin, 1934
2957. Toxabramis hotayensis Nguyen, 2001
2958. Toxabramis houdemeri Pellegrin, 1932
2959. Toxabramis maensis Nguyen & Duong, 2006
2960. Toxabramis nhatleensis Nguyen, Tran & Ta, 2006
2961. Toxabramis swinhonis Günther, 1873
2962. Tribolodon brandtii (Dybowski, 1872)
2963. Tribolodon hakonensis (Günther, 1877)
2964. Tribolodon nakamurai Doi & Shinzawa, 2000
2965. Tribolodon sachalinensis (Nikolskii, 1889)
2966. Trigonopoma gracile (Kottelat, 1991)
2967. Trigonopoma pauciperforatum (Weber & de Beaufort, 1916)
2968. Trigonostigma espei (Meinken, 1967)
2969. Trigonostigma hengeli (Meinken, 1956)
2970. Trigonostigma heteromorpha (Duncker, 1904)
2971. Trigonostigma somphongsi (Meinken, 1958)
2972. Troglocyclocheilus khammouanensis Kottelat & Bréhier, 1999
2973. Tropidophoxinellus hellenicus (Stephanidis, 1971)
2974. Tropidophoxinellus spartiaticus (Schmidt-Ries, 1943)
2975. Typhlobarbus nudiventris Chu & Chen, 1982
2976. Varicorhinus altipinnis Banister & Poll, 1973
2977. Varicorhinus ansorgii Boulenger, 1906
2978. Varicorhinus axelrodi Getahun, Stiassny & Teugels, 2004
2979. Varicorhinus beso Rüppell, 1835
2980. Varicorhinus brauni Pellegrin, 1935
2981. Varicorhinus capoetoides Pellegrin, 1938
2982. Varicorhinus clarkeae Banister, 1984
2983. Varicorhinus dimidiatus Tweddle & Skelton, 1998
2984. Varicorhinus ensifer Boulenger, 1910
2985. Varicorhinus fimbriatus Holly, 1926
2986. Varicorhinus iphthimostoma Banister & Poll, 1973
2987. Varicorhinus jaegeri Holly, 1930
2988. Varicorhinus jubae Banister, 1984
2989. Varicorhinus latirostris Boulenger, 1910
2990. Varicorhinus leleupanus Matthes, 1959
2991. Varicorhinus longidorsalis Pellegrin, 1935
2992. Varicorhinus lufupensis Banister & Bailey, 1979
2993. Varicorhinus macrolepidotus Pellegrin, 1928
2994. Varicorhinus mariae Holly, 1926
2995. Varicorhinus maroccanus (Günther, 1902)
2996. Varicorhinus nelspruitensis Gilchrist & Thompson, 1911
2997. Varicorhinus pellegrini Bertin & Estève, 1948
2998. Varicorhinus platystomus Pappenheim, 1914
2999. Varicorhinus pungweensis Jubb, 1959
3000. Varicorhinus robertsi Banister, 1984
3001. Varicorhinus ruandae Pappenheim, 1914
3002. Varicorhinus ruwenzorii (Pellegrin, 1909)
3003. Varicorhinus sandersi Boulenger, 1912
3004. Varicorhinus semireticulatus Pellegrin, 1924
3005. Varicorhinus steindachneri Boulenger, 1910
3006. Varicorhinus stenostoma Boulenger, 1910
3007. Varicorhinus tornieri Steindachner, 1906
3008. Varicorhinus upembensis Banister & Bailey, 1979
3009. Varicorhinus varicostoma Boulenger, 1910
3010. Varicorhinus werneri Holly, 1929
3011. Varicorhinus wittei Banister & Poll, 1973
3012. Varicorhinus xyrocheilus Tweddle & Skelton, 1998
3013. Vimba elongata (Valenciennes, 1844)
3014. Vimba melanops (Heckel, 1837)
3015. Vimba mirabilis (Ladiges, 1960)
3016. Vimba vimba (Linnaeus, 1758)
3017. Xenobarbus loveridgei Norman, 1923
3018. Xenocyprioides carinatus Chen & Huang, 1985
3019. Xenocyprioides parvulus Chen, 1982
3020. Xenocypris davidi Bleeker, 1871
3021. Xenocypris fangi Tchang, 1930
3022. Xenocypris hupeinensis (Yih, 1964)
3023. Xenocypris macrolepis Bleeker, 1871
3024. Xenocypris medius (Oshima, 1920)
3025. Xenocypris yunnanensis Nichols, 1925
3026. Xenophysogobio boulengeri (Tchang, 1929)
3027. Xenophysogobio nudicorpa (Huang & Zhang, 1986)
3028. Yaoshanicus arcus Lin, 1931
3029. Yaoshanicus kyphus Mai, 1978
3030. Yuriria alta (Jordan, 1880)
3031. Yuriria amatlana Domínguez-Domínguez, Pompa-Domínguez & Doadrio, 2007
3032. Yuriria chapalae (Jordan & Snyder, 1899)
3033. Zacco acutipinnis (Bleeker, 1871)
3034. Zacco chengtui Kimura, 1934
3035. Zacco platypus (Temminck & Schlegel, 1846)
3036. Zacco taliensis (Regan, 1907)